# 黒川紀章
黒川 紀章（くろかわ きしょう、本名読み：くろかわ のりあき、1934年〈昭和9年〉4月8日 - 2007年〈平成19年〉10月12日）は、日本の建築家（一級建築士）、思想家、実業家、政治活動家。株式会社黒川紀章建築都市設計事務所代表取締役社長。日本芸術院会員。1986年にフランス建築アカデミーのゴールドメダルを受賞。日本を代表する建築家の一人。

## 経歴
1934年（昭和9年）に愛知県海部郡蟹江町に生まれた。父親の黒川巳喜も建築家である。
1953年（昭和28年）に東海高等学校を卒業。1957年（昭和32年）に京都大学工学部建築学科卒業。在学中は西山卯三に師事。卒業制作の題目は「A Project for Shopping Center」であった。同年東京大学大学院工学研究科建築学専攻修士課程へ進学。東大では丹下健三研究室に所属し指導を受ける。東大在学中に「株式会社黒川紀章建築都市設計事務所」を設立。1964年（昭和39年）東京大学大学院工学系研究科建築学専攻博士課程単位取得退学。1969年（昭和44年）に株式会社アーバンデザインコンサルタントと社会工学研究所を設立。
槇文彦、磯崎新、谷口吉生らと共に丹下健三の門下生である。1959年（昭和34年）に建築理論メタボリズムを浅田孝、大高正人、槇文彦、菊竹清訓、粟津潔、栄久庵憲司、川添登らと提唱した。1960年（昭和35年）、メタボリズム・グループとして世界デザイン会議に参加。社会の変化や人口の成長に合わせて有機的に成長する都市や建築を提案した。メタボリズムに基づいた増築・取替えの可能な建築として中銀カプセルタワービル（1972年）などの作品がある。
博士課程時代の数々の構想案や、磯崎新の代理でアスペン学生デザイン会議に参加するなどの結果、学生時代から国際的に著名で、のちも海外の作品も数多い。
2007年（平成19年）、共生新党を結党して、4月の東京都知事選挙、7月29日の参院選に立候補していずれも落選するが、バラエティ番組への出演と合わせて耳目を集めた。
参院選2ヵ月後の10月12日午前8時42分に、東京女子医科大学病院で死去した。73歳没。死の2年ほど前にすい臓がんが見つかり手術をしていたが公表しておらず、死の直前まで夫人の若尾文子にもがんであることを明かしていなかった。青山の梅窓院に埋葬され、戒名は至聖院範空功道居士。
フランス建築家協会正会員、日本景観学会会長などを務めた。

## 主な作品
| 名称                                                                          | 年      | 所在地                       | 状態           | 備考                                                                                      |  |
| ----------------------------------------------------------------------------- | ------- | ---------------------------- | -------------- | ----------------------------------------------------------------------------------------- |  |
| 西陣労働センター                                                              | 1962年  | 京都市上京区                 | 現存せず       |                                                                                           |  |
| 日東食品寒河江工場                                                            | 1964年  | 山形県寒河江市               |                |                                                                                           |  |
| こどもの国セントラルロッジ                                                    | 1964年  | 神奈川県横浜市               | 現存せず       |                                                                                           |  |
| 山形ハワイドリームランド                                                      | 1967年  | 山形県山形市                 | 現存せず       |                                                                                           |  |
| 寒河江市役所庁舎                                                              | 1967年  | 山形県寒河江市               | 登録有形文化財 | DOCOMOMO JAPAN選定 日本におけるモダン・ムーブメントの建築100選                            |  |
| 大阪万博東芝IHI館、タカラビューティリ オン、空中テーマ館                      | 1970年  | 大阪府吹田市                 | 現存せず       |                                                                                           |  |
| 佐倉市役所庁舎                                                                | 1971年  | 千葉県佐倉市                 |                | DOCOMOMO JAPAN選定 日本におけるモダン・ムーブメントの建築                                 |  |
| 中銀カプセルタワービル                                                        | 1972年  | 東京都中央区                 | 現存せず       | DOCOMOMO JAPAN選定 日本におけるモダン・ムーブメントの建築                                 |  |
| 札幌プリンスホテル本館                                                        | 1972年  | 北海道札幌市                 | 現存せず       |                                                                                           |  |
| 軽井沢プリンスホテル東館                                                      | 1973年  | 長野県軽井沢町               |                |                                                                                           |  |
| 下田プリンスホテル                                                            | 1973年  | 静岡県下田市                 |                |                                                                                           |  |
| カプセルハウスK                                                               | 1973年  | 長野県北佐久郡               |                |                                                                                           |  |
| BIG BOX                                                                       | 1974年  | 東京都新宿区                 |                |                                                                                           |  |
| タウンハウス仙台坂                                                            | 1974年  | 東京都港区                   |                |                                                                                           |  |
| 福岡銀行本店                                                                  | 1975年  | 福岡市中央区                 |                | JIA25年賞 第1回福岡市都市景観賞 DOCOMOMO JAPAN選定 日本におけるモダン・ムーブメントの建築 |  |
| ソニータワー                                                                  | 1976年  | 大阪市中央区                 | 現存せず       |                                                                                           |  |
| 青山ベルコモンズ                                                              | 1976年  | 東京都港区                   | 現存せず       |                                                                                           |  |
| 和木町庁舎                                                                    | 1976年  | 山口県和木町                 |                |                                                                                           |  |
| 嬉野温泉和多屋別荘タワー館                                                    | 1977年  | 佐賀県嬉野市                 |                |                                                                                           |  |
| 国立民族学博物館                                                              | 1977年  | 大阪府吹田市                 |                | 公共建築賞優秀賞、JIA25年賞、毎日芸術賞                                                   |  |
| 日本赤十字社本社                                                              | 1977年  | 東京都港区                   |                |                                                                                           |  |
| 石川厚生年金会館                                                              | 1977年  | 石川県金沢市                 |                | 現北陸電力会館 本多の森ホール                                                             |  |
| 東京大同生命ビル                                                              | 1978年  | 東京都中央区                 | 現存せず       |                                                                                           |  |
| 長崎新聞本社ビル                                                              | 1980年  | 長崎県長崎市                 |                |                                                                                           |  |
| 福岡県庁舎                                                                    | 1981年  | 福岡市博多区                 |                |                                                                                           |  |
| 埼玉県立近代美術館                                                            | 1982年  | 埼玉県さいたま市             |                |                                                                                           |  |
| 国立文楽劇場                                                                  | 1983年  | 大阪市中央区                 |                | 公共建築賞最優秀賞                                                                        |  |
| 六本木プリンスホテル                                                          | 1984年  | 東京都港区                   | 現存せず       |                                                                                           |  |
| ワコール麹町ビル                                                              | 1984年  | 東京都千代田区               |                |                                                                                           |  |
| 国際科学技術博覧会Gブロック外国館、電力 館、東芝館、日本IBM館、三井グループ館 | 1985年  | 茨城県つくば市               |                |                                                                                           |  |
| 吉運堂本社                                                                    | 1985年  | 新潟市南区                   |                |                                                                                           |  |
| ベルリン日独センター                                                          | 1988年  | ドイツベルリン               |                | ドイツ自然石賞                                                                            |  |
| 名古屋市美術館                                                                | 1988年  | 愛知県名古屋市中区           |                | 第4回世界建築ビエンナーレ銀賞                                                             |  |
| 広島市現代美術館                                                              | 1989年  | 広島市南区                   |                | 日本建築学会賞作品賞 第5回世界建築ビエンナーレ グランプリ・ゴールドメダル                 |  |
| ウインズ銀座                                                                  | 1990年  | 東京都中央区                 |                |                                                                                           |  |
| 小松市立本陣記念美術館                                                        | 1990年  | 石川県小松市                 |                |                                                                                           |  |
| 沖縄県庁舎                                                                    | 1990年  | 沖縄県那覇市                 |                |                                                                                           |  |
| 白瀬南極探検隊記念館                                                          | 1990年  | 秋田県にかほ市               |                |                                                                                           |  |
| 三起商行本社                                                                  | 1991年  | 大阪府八尾市                 |                |                                                                                           |  |
| 奈良市写真美術館                                                              | 1991年  | 奈良県奈良市                 |                | 日本芸術院賞 飛鳥賞最優秀賞                                                               |  |
| メルボルンセントラル・ショッピングセンター                                    | 1991年  | オーストラリア・メルボルン   |                |                                                                                           |  |
| きびプラザ                                                                    | 1992年  | 岡山県吉備中央町             |                |                                                                                           |  |
| パシフィック・タワー                                                          | 1992年  | フランス・ラ・デファンス     |                |                                                                                           |  |
| 南山城村文化会館・やまなみホール                                              | 1992年  | 京都府南山城村               |                |                                                                                           |  |
| 九州ゴルフ倶楽部 八幡コース・クラブハウス                                     | 1992年  | 福岡県北九州市               |                | JIA25年賞                                                                                 |  |
| 和歌山県立近代美術館                                                          | 1994年  | 和歌山県和歌山市             |                | 公共建築百選                                                                              |  |
| 和歌山県立博物館                                                              | 1994年  | 和歌山県和歌山市             |                | 公共建築百選                                                                              |  |
| 愛媛県総合科学博物館                                                          | 1994年  | 愛媛県新居浜市               |                |                                                                                           |  |
| リパブリックプラザ                                                            | 1995年  | シンガポール・シンガポール   |                | 世界最優秀建築賞（FIABCI世界不動産協会）                                                  |  |
| ホテル京セラ                                                                  | 1995年  | 鹿児島県霧島市               |                |                                                                                           |  |
| 吉備町役場／きびドーム                                                        | 1995年  | 和歌山県有田川町             |                |                                                                                           |  |
| 福井市美術館                                                                  | 1996年  | 福井県福井市                 |                |                                                                                           |  |
| ソフトピアジャパンセンタービル                                                | 1996年  | 岐阜県大垣市                 |                |                                                                                           |  |
| 帯広空港ターミナルビル                                                        | 1997年  | 北海道帯広市                 |                |                                                                                           |  |
| クアラルンプール国際空港                                                      | 1998年  | マレーシア・クアラルンプール |                | International Dedalo Minosse Prize (Grand Prize) 2003/2004 Green Globe 21, 2004           |  |
| KLセントラル駅                                                                | 2001年  | マレーシア・クアラルンプール |                |                                                                                           |  |
| 京セラ本社ビル                                                                | 1998年  | 京都市伏見区                 |                |                                                                                           |  |
| 新首都アスタナ計画                                                            | 1998年- | カザフスタン・アスタナ       |                | 2030年完成予定                                                                            |  |
| 門司港レトロハイマート                                                        | 1999年  | 福岡県北九州市門司区         |                |                                                                                           |  |
| ゴッホ美術館新館                                                              | 1999年  | オランダ・アムステルダム     |                |                                                                                           |  |
| フラワーヒルミュージアム                                                      | 1999年  | 和歌山県紀の川市             |                |                                                                                           |  |
| 豊田大橋                                                                      | 1999年  | 愛知県豊田市                 |                |                                                                                           |  |
| 大阪府立国際会議場                                                            | 2000年  | 大阪市北区                   |                |                                                                                           |  |
| 福井県立恐竜博物館                                                            | 2000年  | 福井県勝山市                 |                |                                                                                           |  |
| 豊田スタジアム                                                                | 2001年  | 愛知県豊田市                 |                |                                                                                           |  |
| 大分スポーツ公園総合競技場                                                    | 2001年  | 大分県大分市                 |                |                                                                                           |  |
| 鄭東新区マスタープラン                                                        | 2003年- | 中国・河南省鄭州市           |                | 2020年完成予定                                                                            |  |
| 世知原温泉くにみの湯 山暖簾                                                   | 2004年  | 長崎県佐世保市               |                |                                                                                           |  |
| 日本看護協会原宿会館                                                          | 2004年  | 東京都渋谷区                 |                |                                                                                           |  |
| 東建本社丸の内ビル                                                            | 2004年  | 名古屋市中区                 |                |                                                                                           |  |
| 長崎歴史文化博物館                                                            | 2005年  | 長崎県長崎市                 |                |                                                                                           |  |
| パルティせと                                                                  | 2005年  | 愛知県瀬戸市                 |                |                                                                                           |  |
| 吉運堂新発田店                                                                | 2005年  | 新潟県新発田市               |                |                                                                                           |  |
| アスタナ新国際空港                                                            | 2005年  | カザフスタン・アスタナ       |                |                                                                                           |  |
| 国立新美術館                                                                  | 2006年  | 東京都港区                   |                |                                                                                           |  |
| 大口町立大口中学校                                                            | 2007年  | 愛知県大口町                 |                |                                                                                           |  |
| 千種タワーヒルズ                                                              | 2007年  | 名古屋市千種区               |                |                                                                                           |  |
| 大阪府警察本部                                                                | 2008年  | 大阪市中央区                 |                |                                                                                           |  |
| 長崎県立埋蔵文化財センター・壱岐市立一支国博物館                              | 2010年  | 長崎県壱岐市                 |                |                                                                                           |  |
| 吉運堂ストーンミュージアム                                                    | 2010年  | 新潟市南区                   |                |                                                                                           |  |
| 板橋大遠百Mega City                                                           | 2011年  | 台湾・新北市板橋区           |                |                                                                                           |  |
| ガスプロム・アリーナ                                                          | 2016年  | ロシア・サンクトペテルブルク |                |                                                                                           |  |

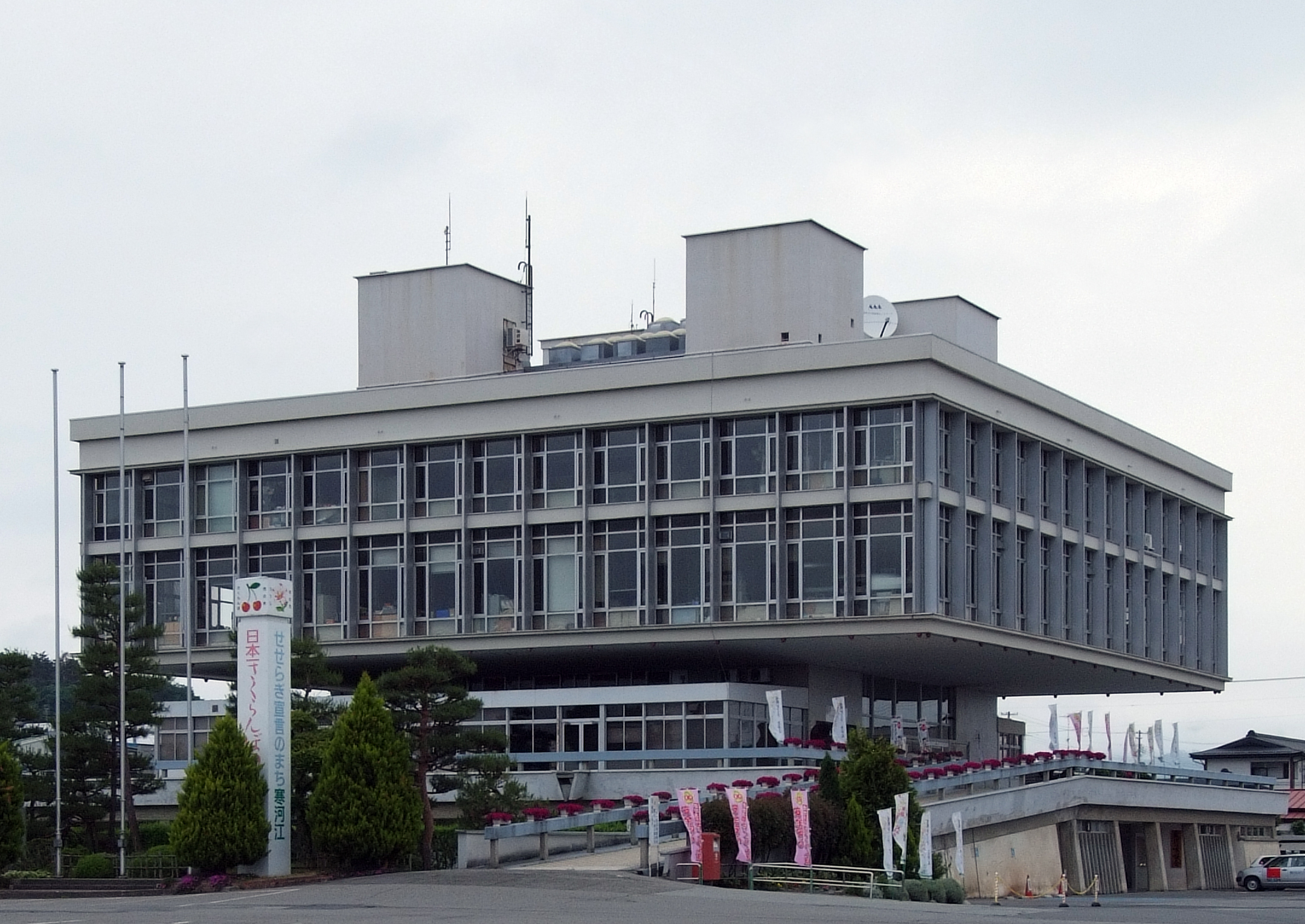
寒河江市役所庁舎
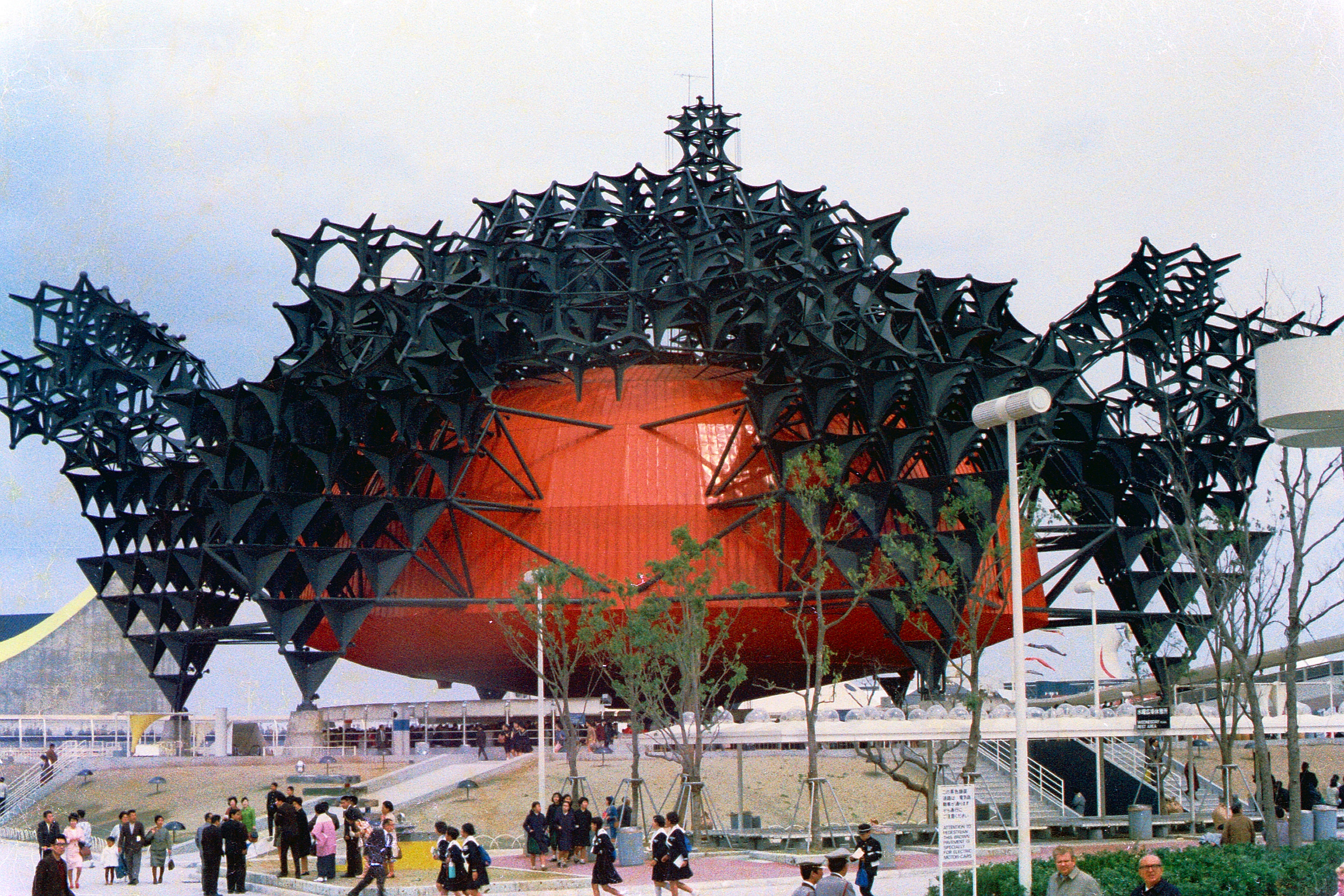
大阪万博東芝IHI館
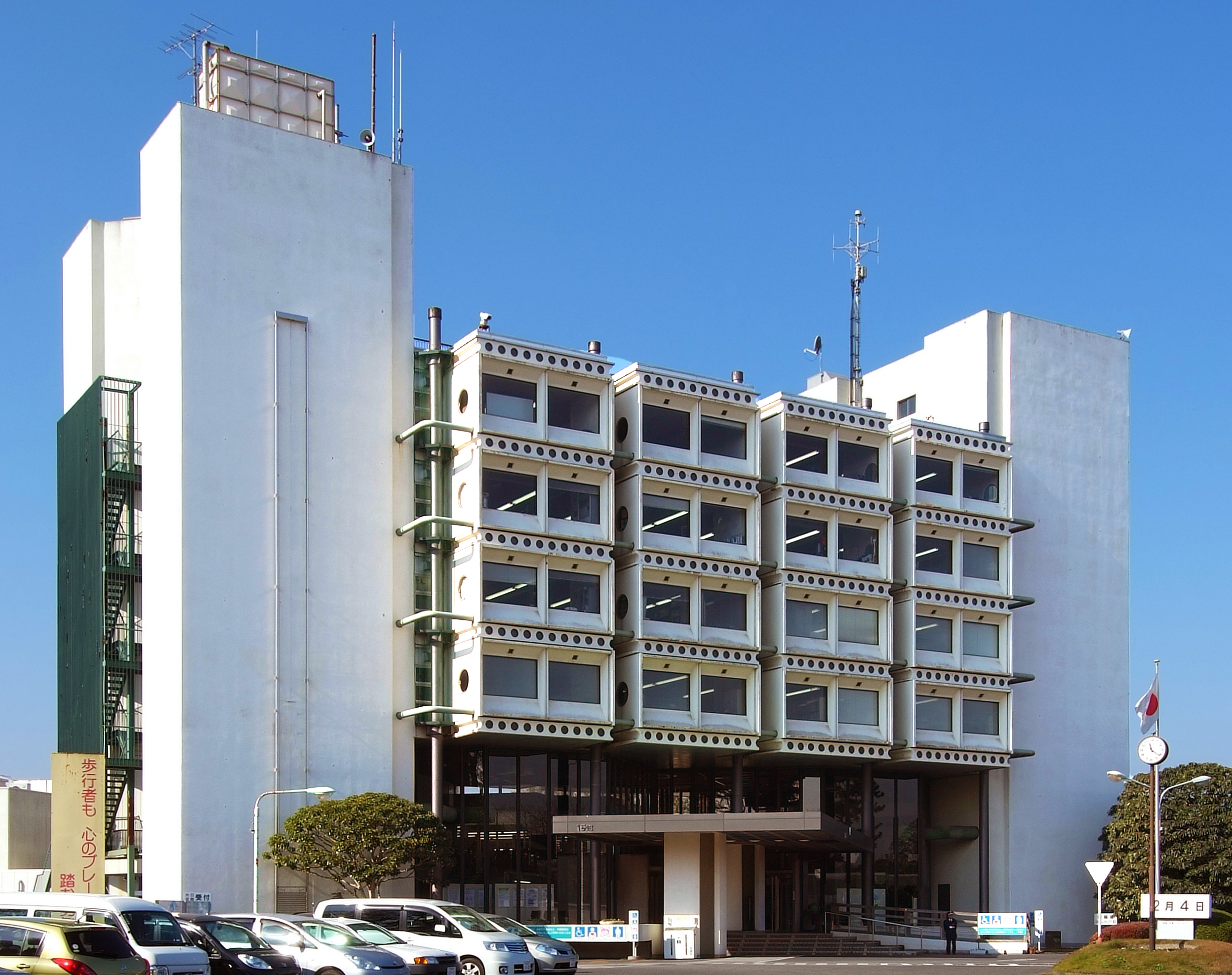
佐倉市役所庁舎（1971年）
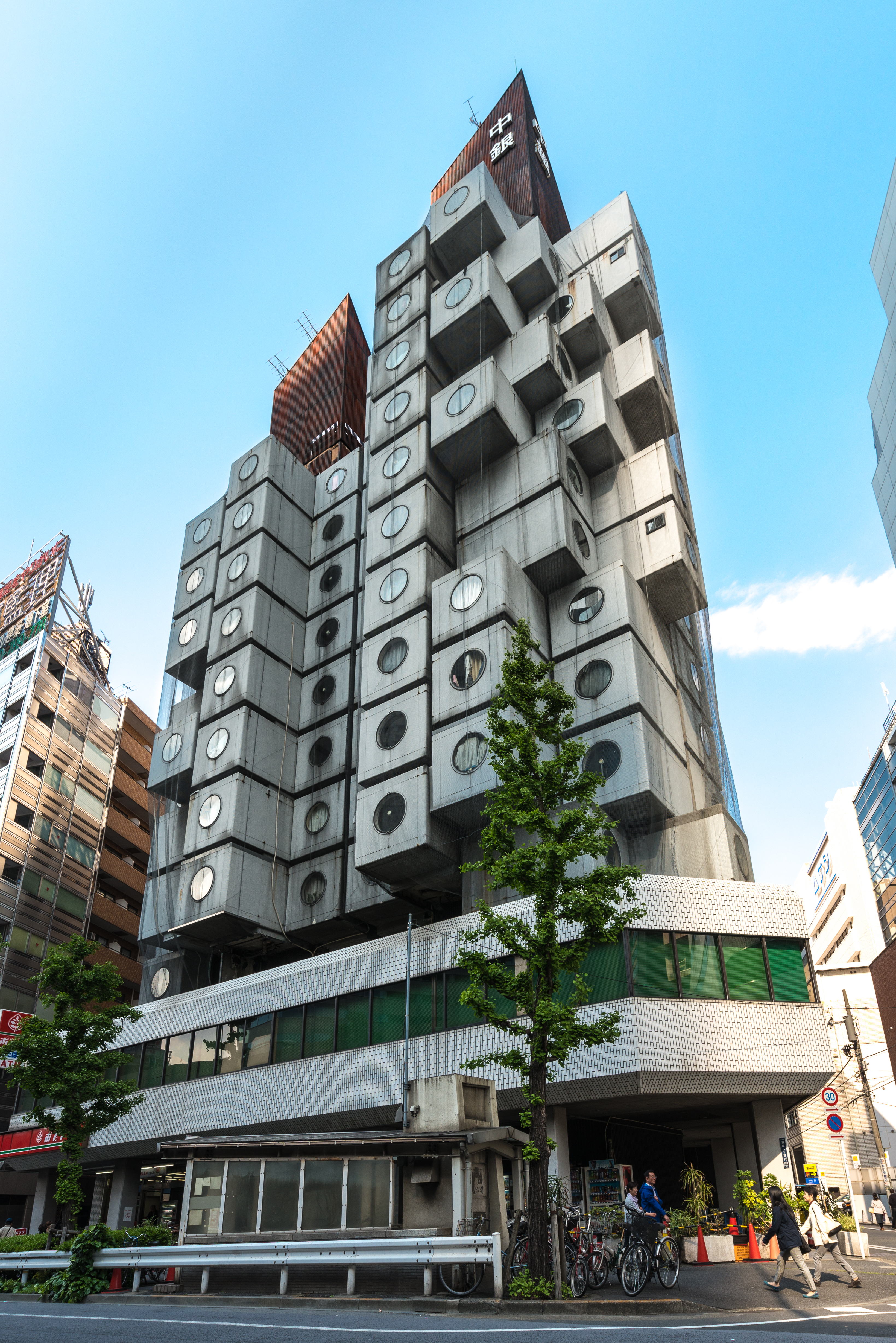
中銀カプセルタワービル（1972年）
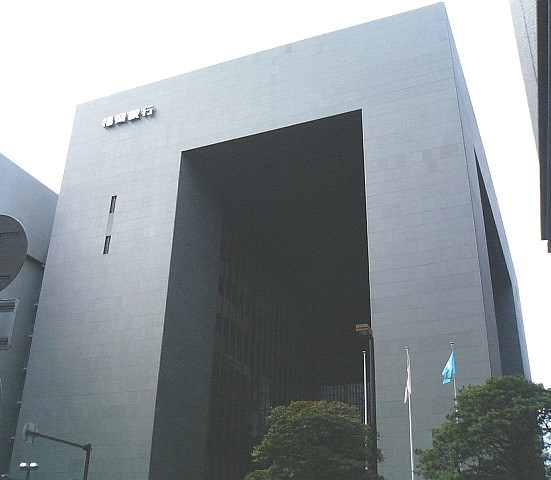
福岡銀行本店（1975年）
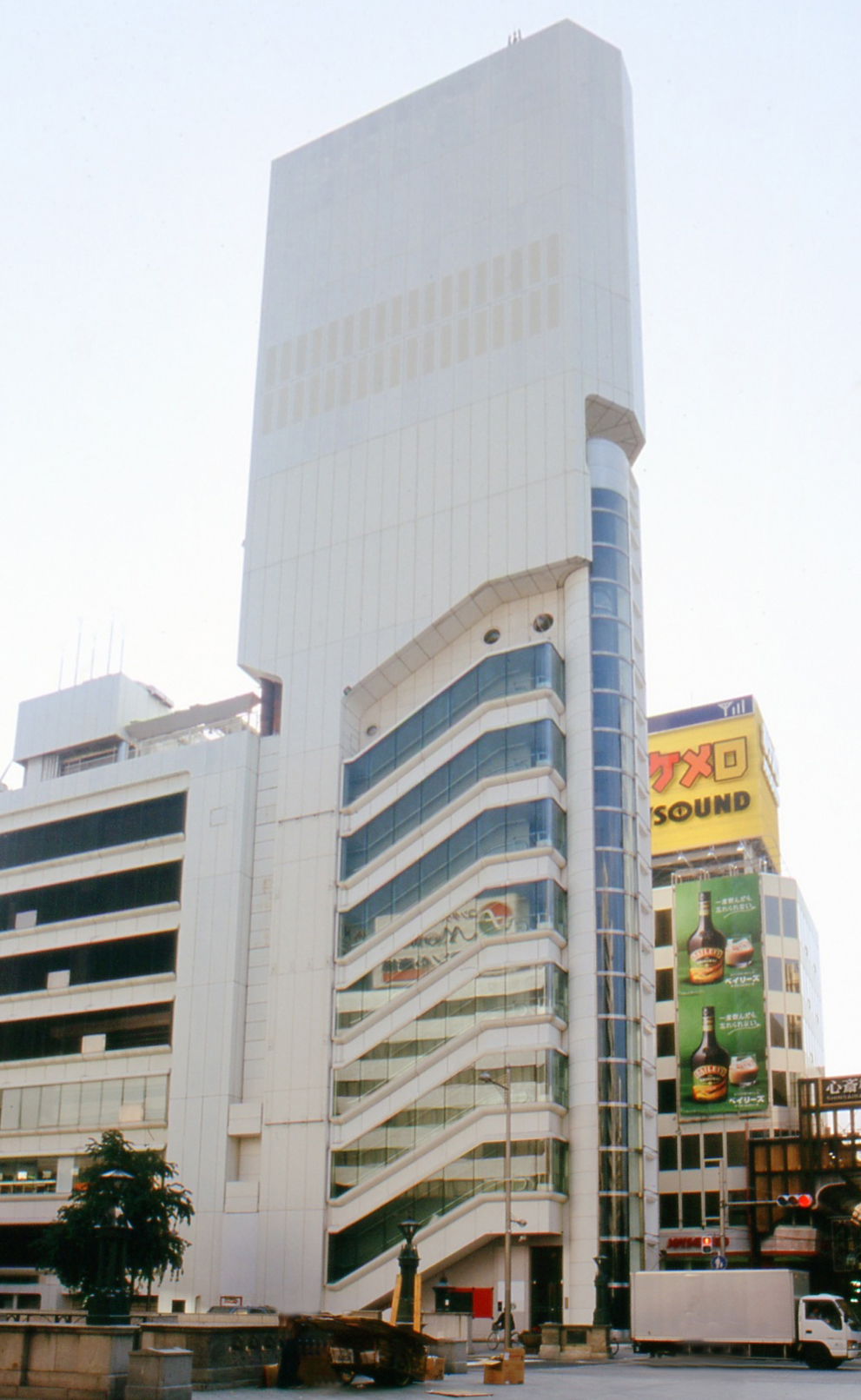
ソニータワー
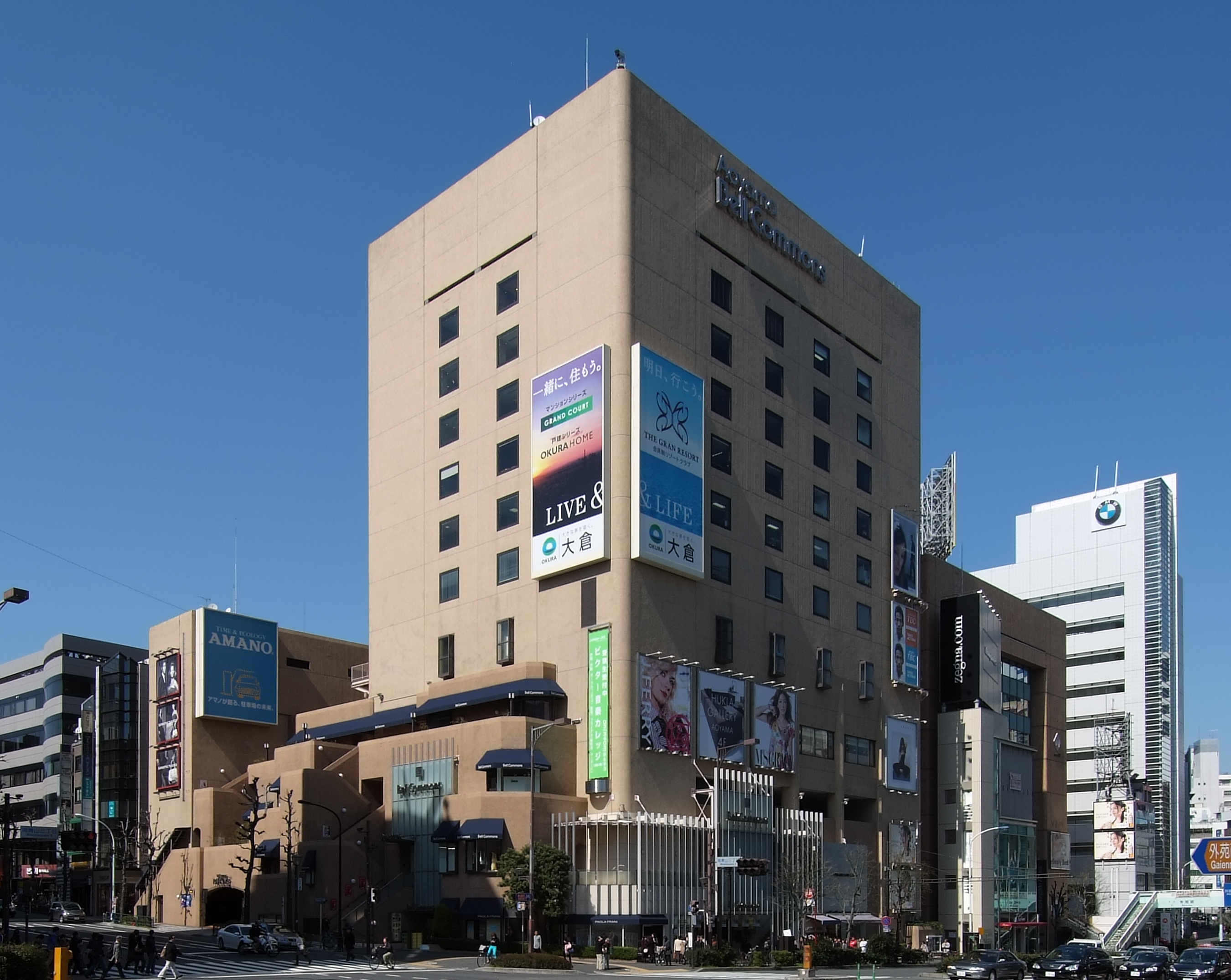
青山ベル・コモンズ（1976年）
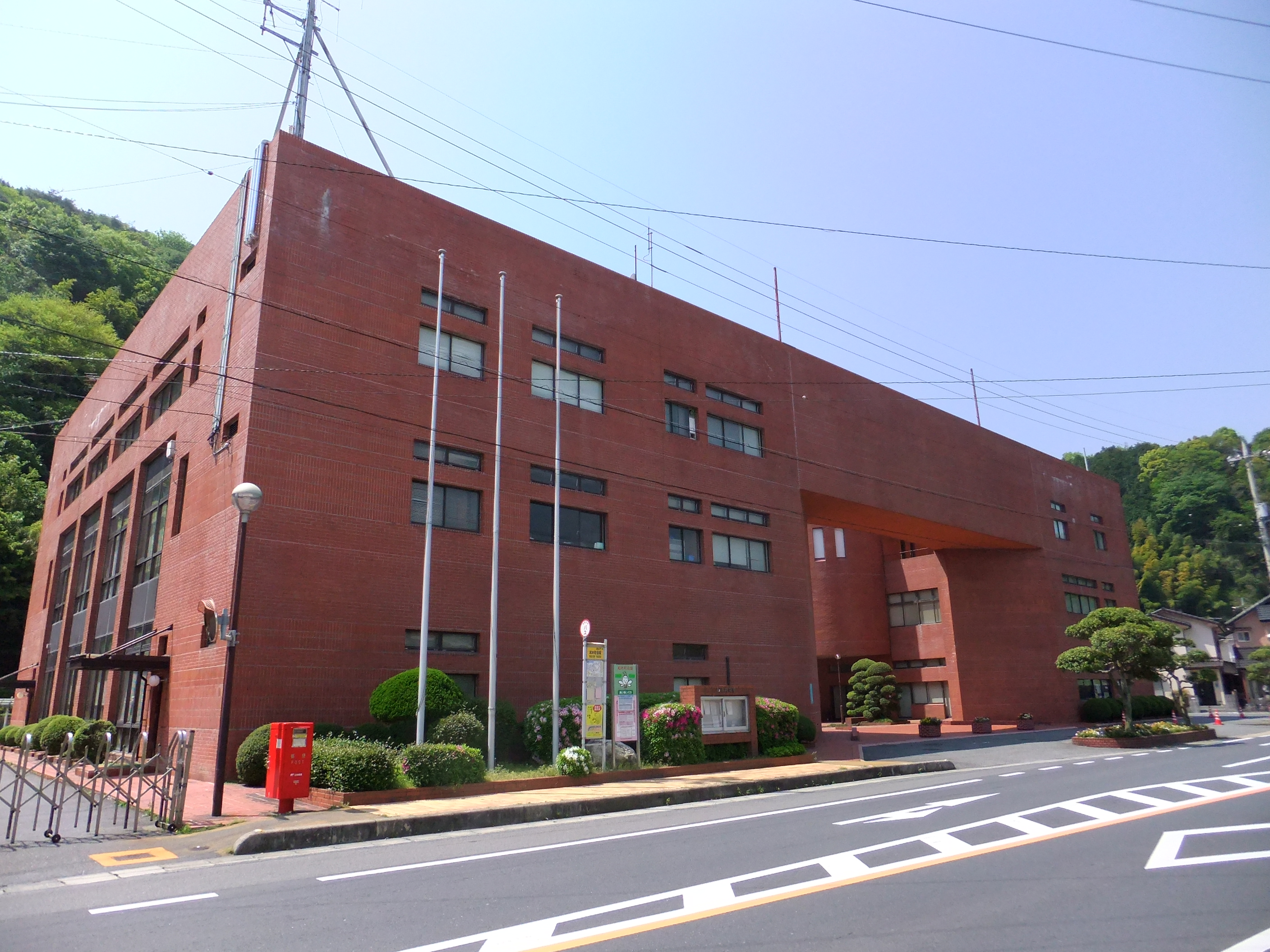
和木町庁舎（1976年）
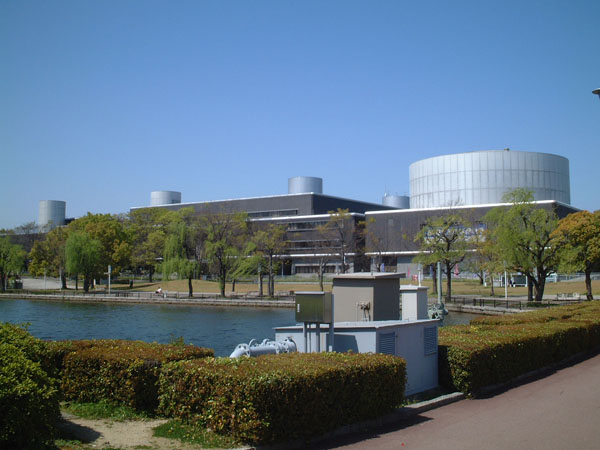
国立民族学博物館（1977年）
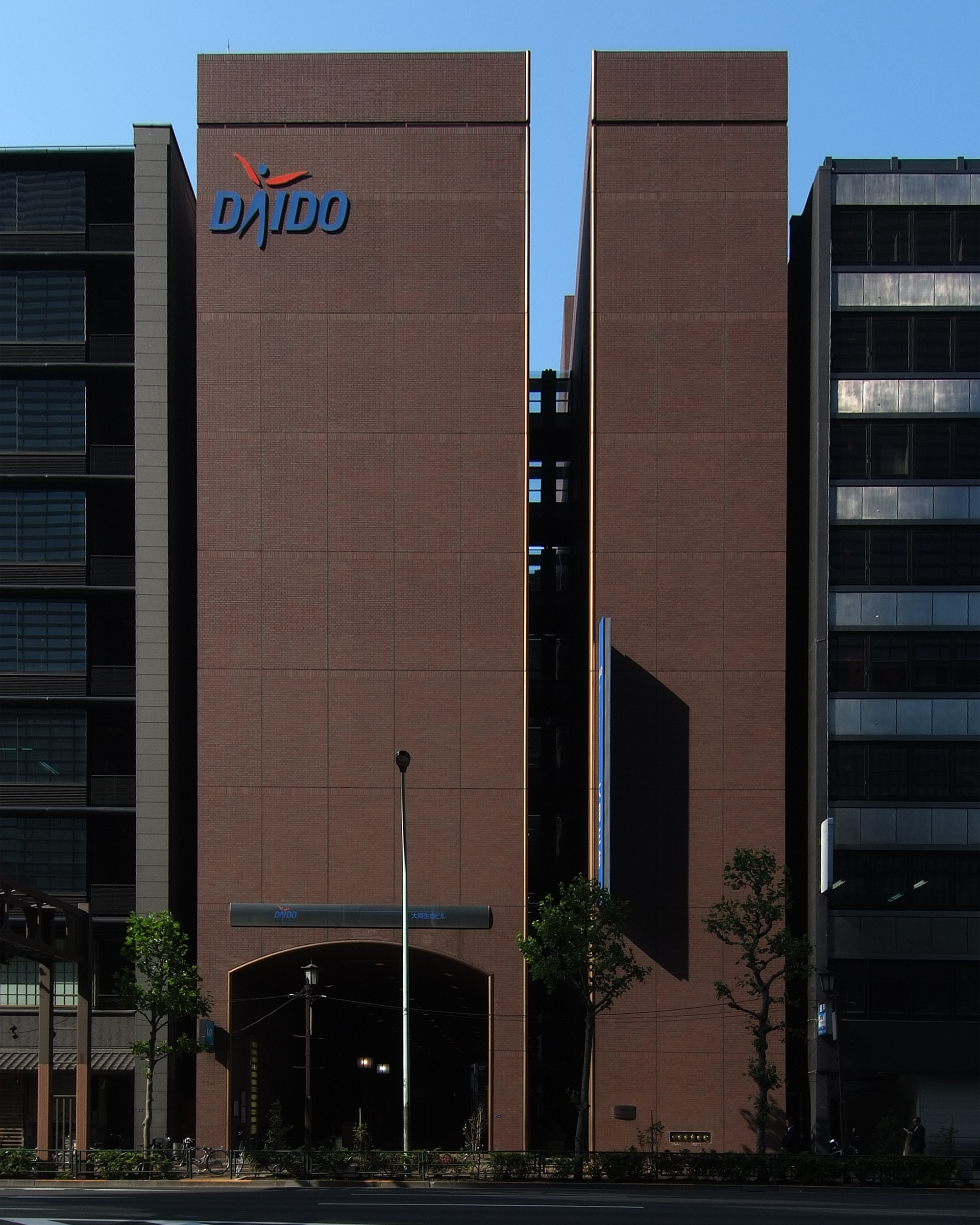
東京大同生命ビル（1978年）
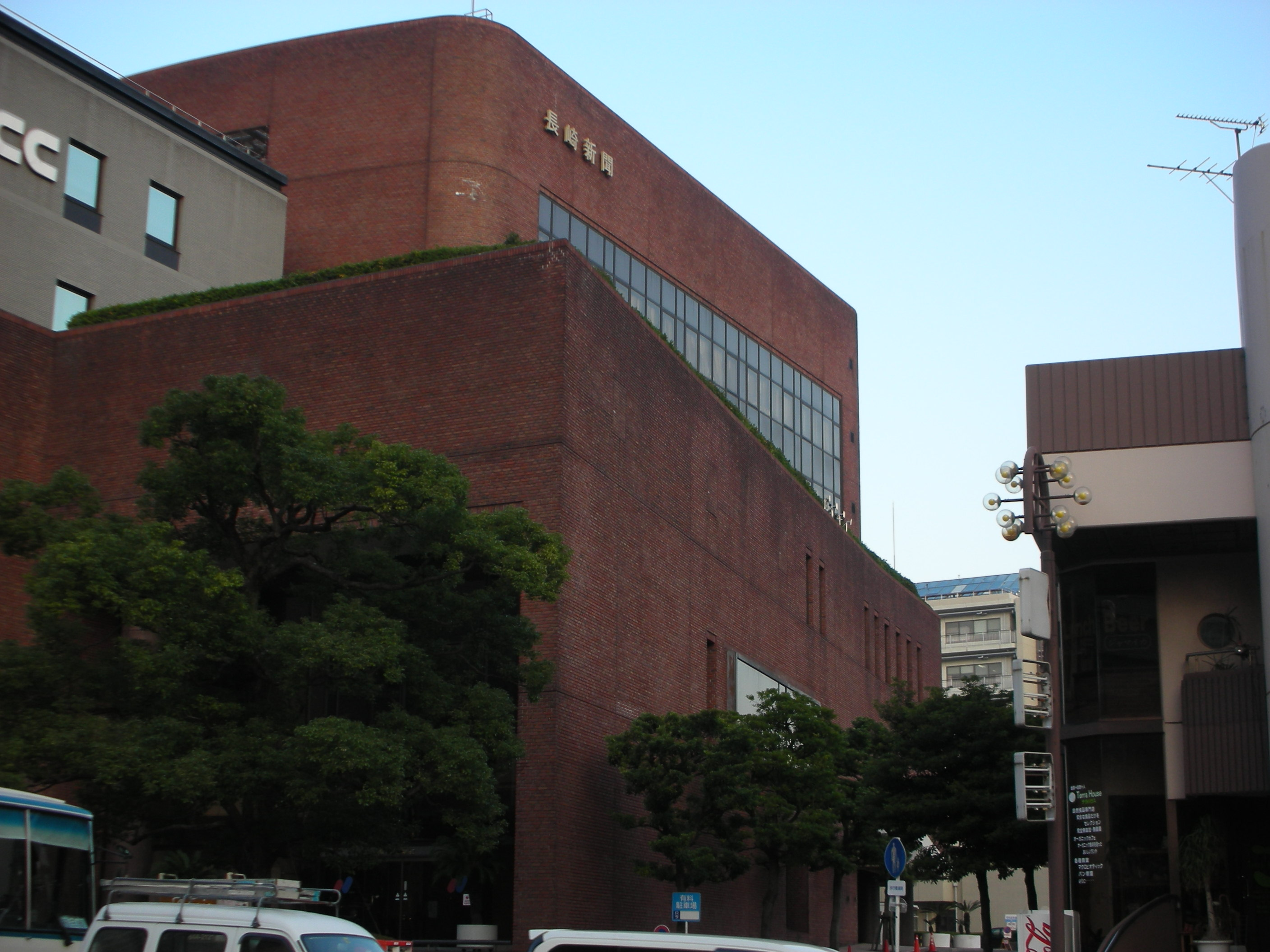
長崎新聞本社（1980年）
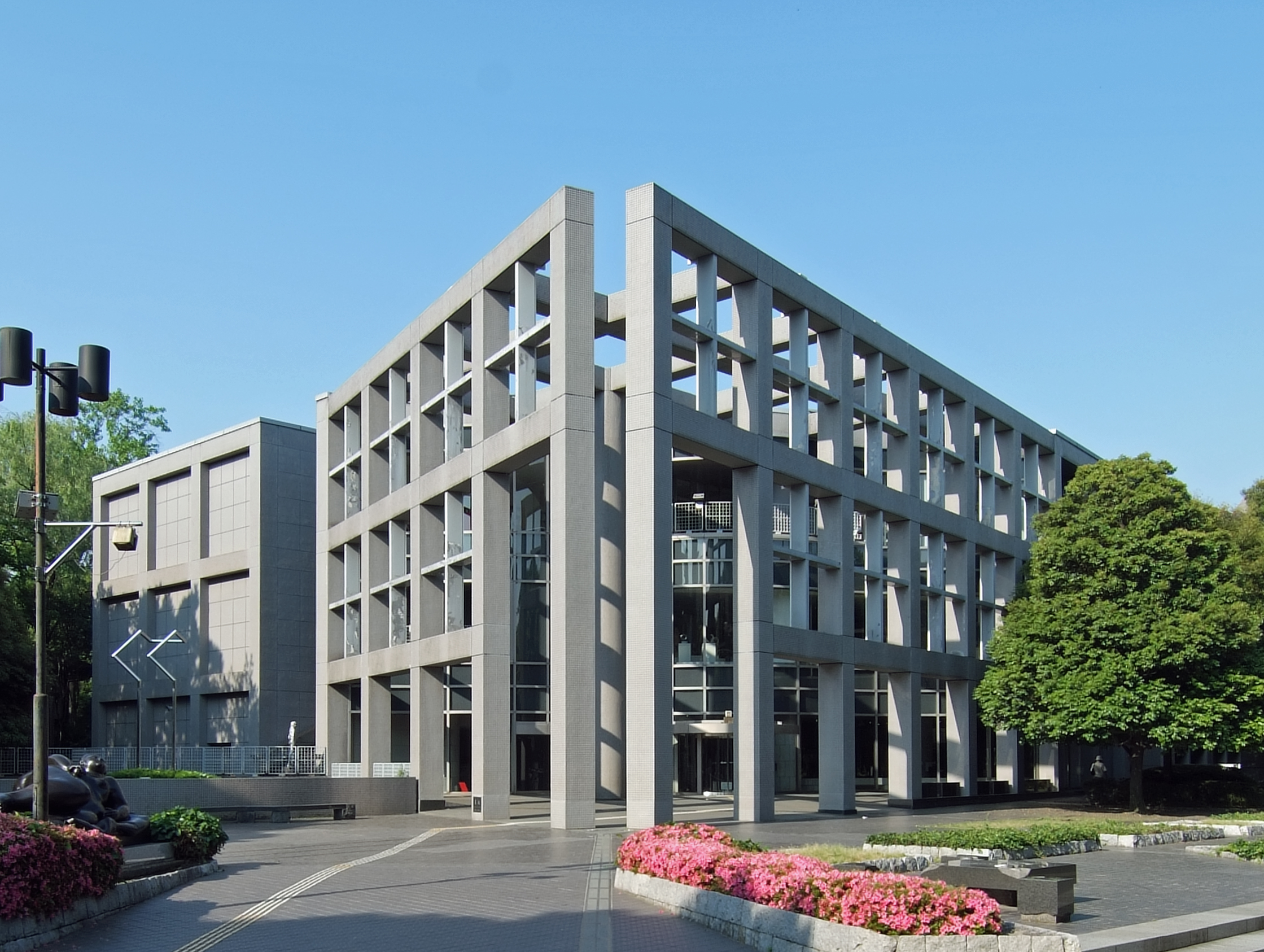
埼玉県立近代美術館（1982年）
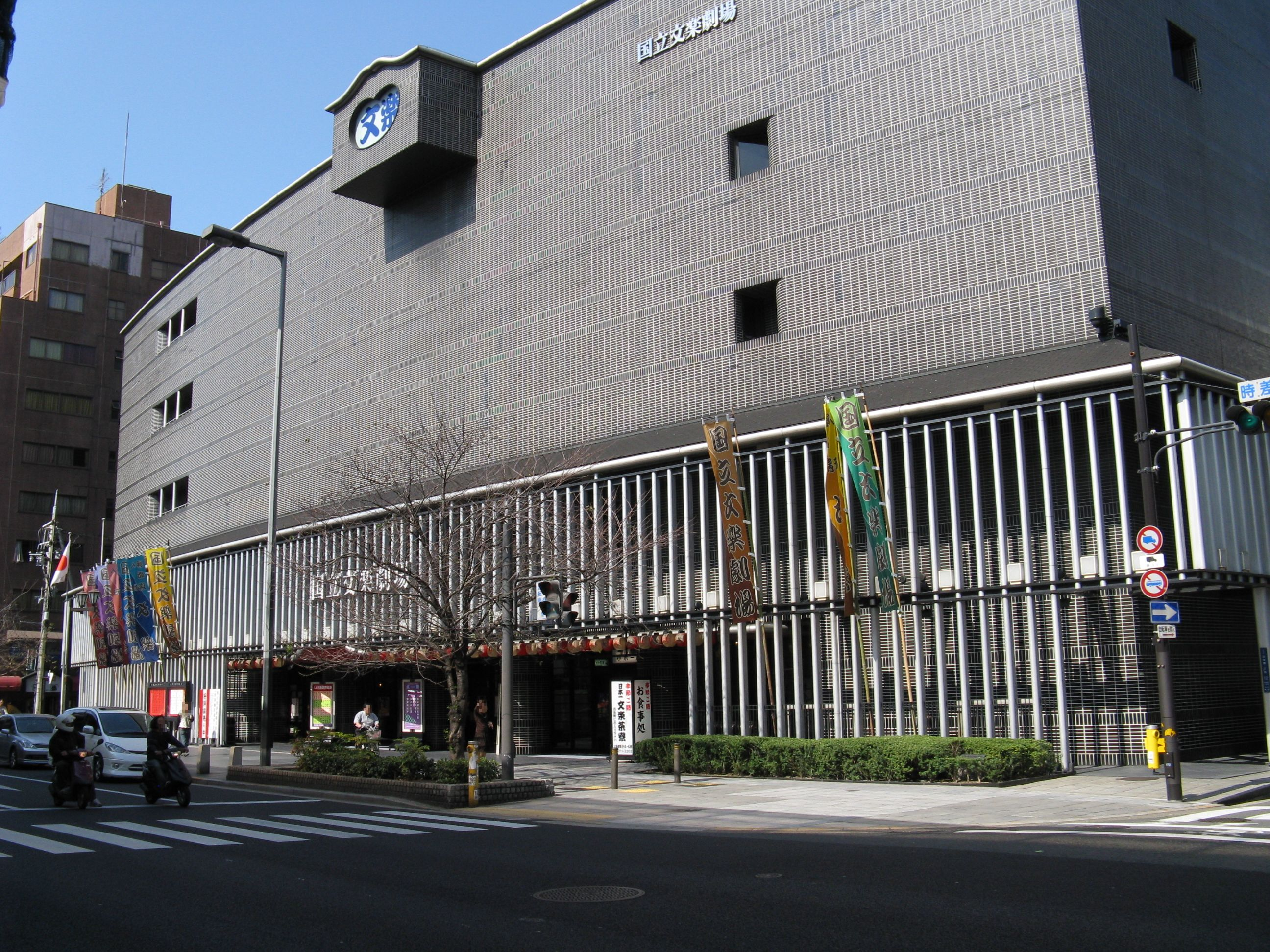
国立文楽劇場（1983年）
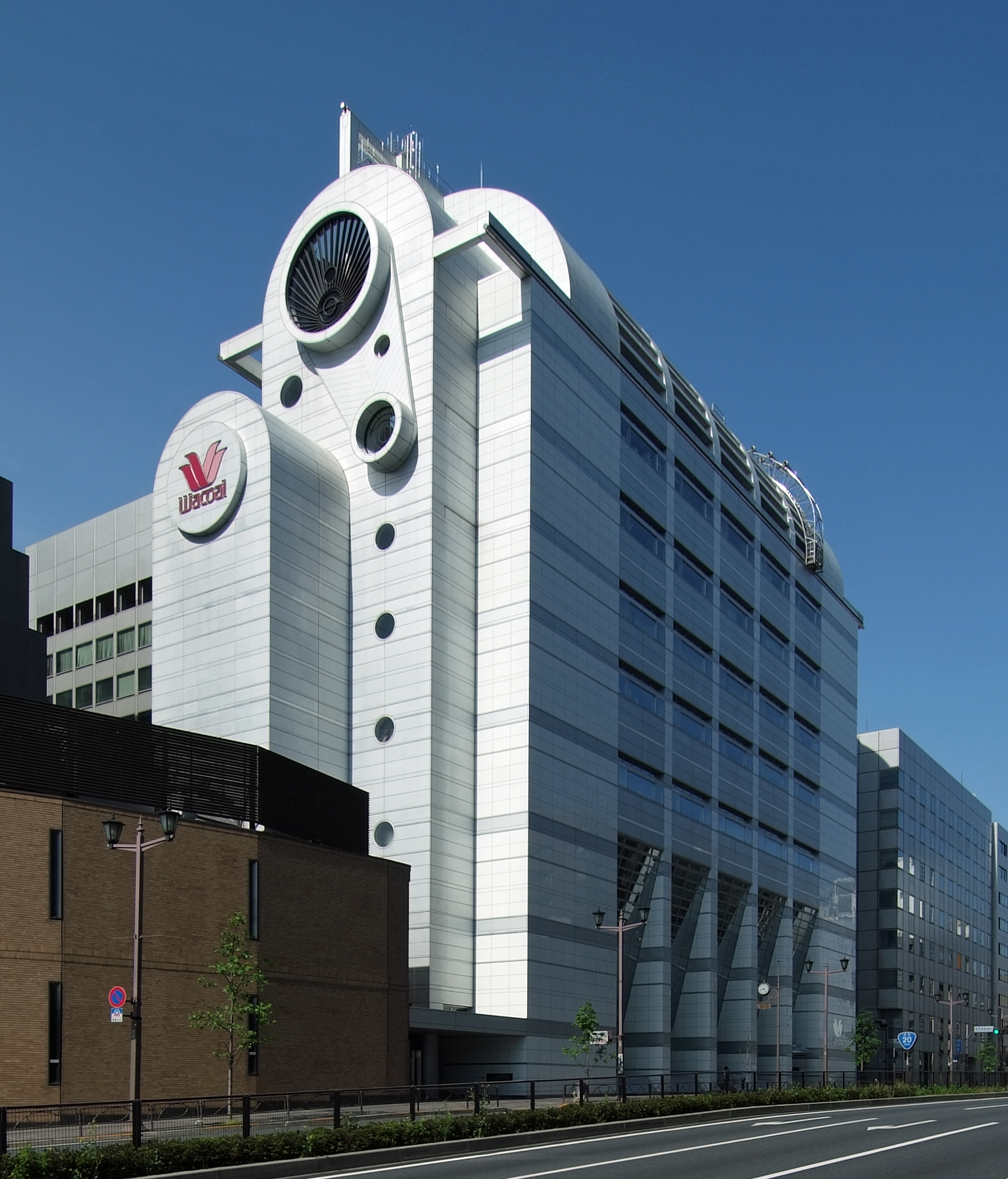
ワコール麹町ビル（1984年）
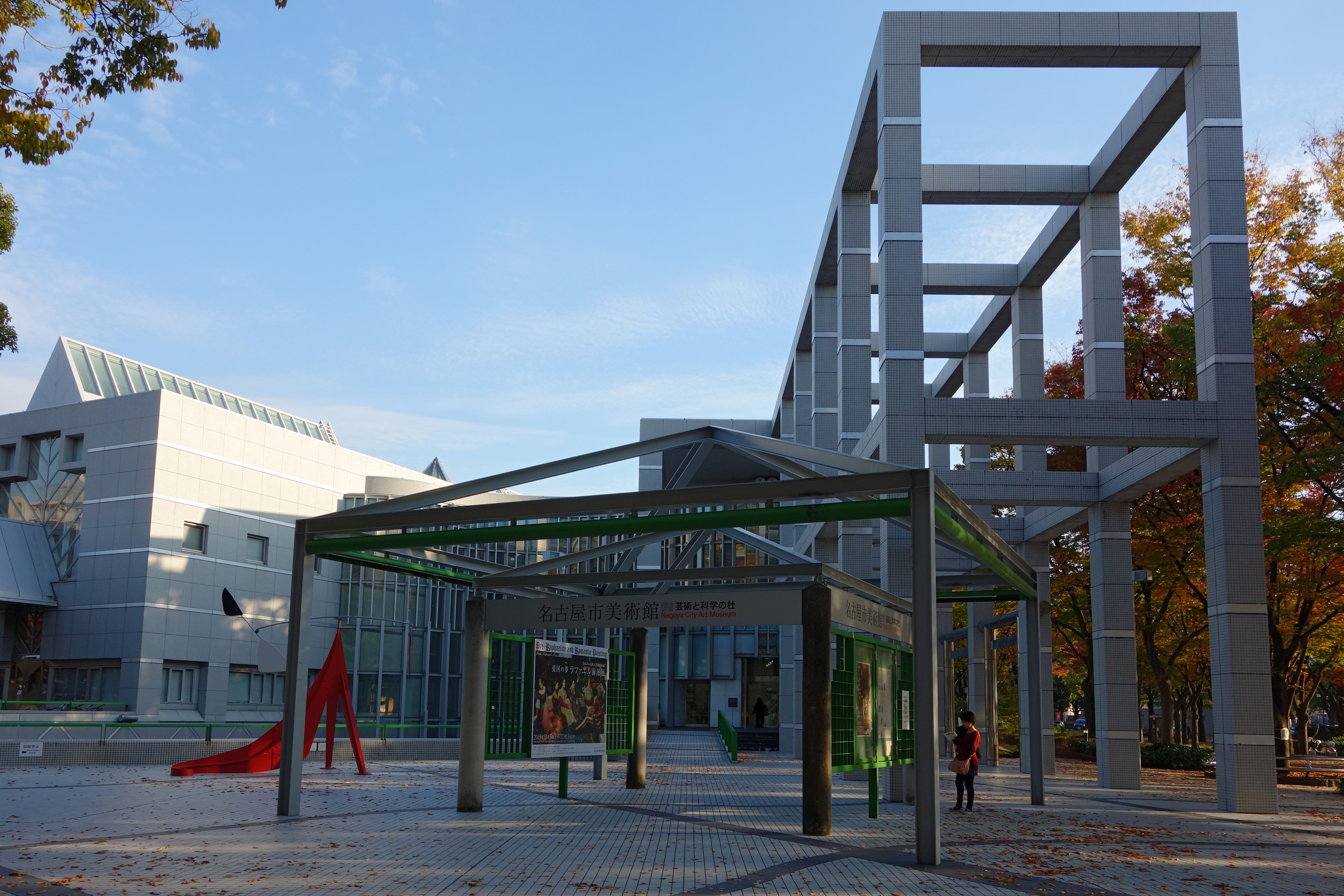
名古屋市美術館（1988年）
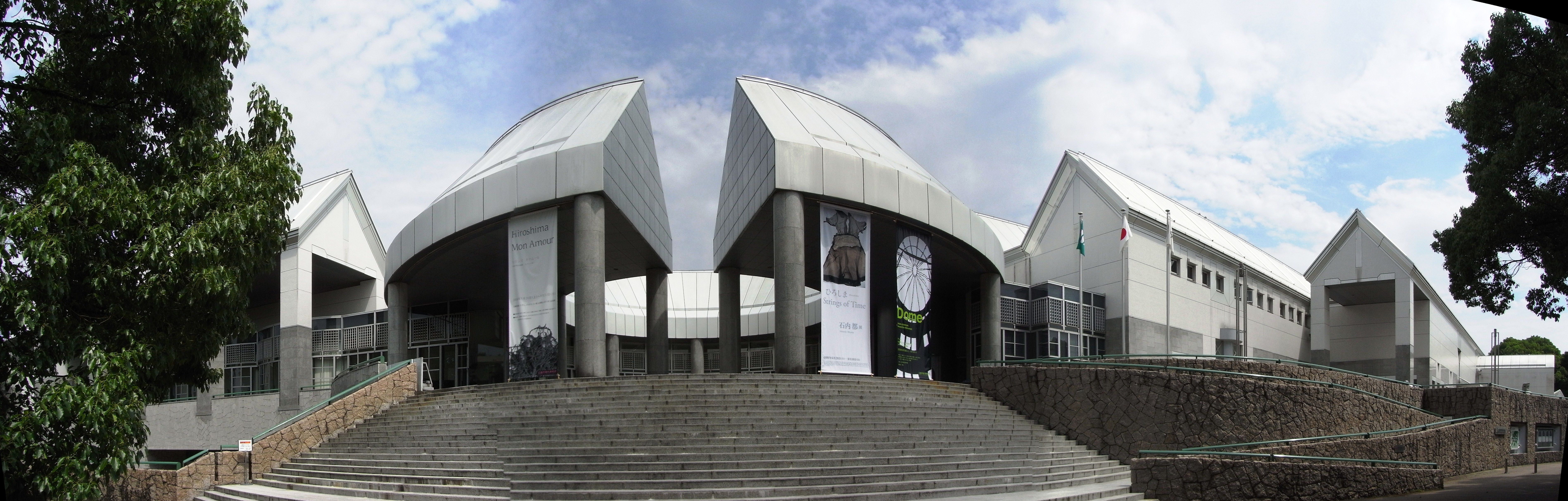
広島市現代美術館（1989年）
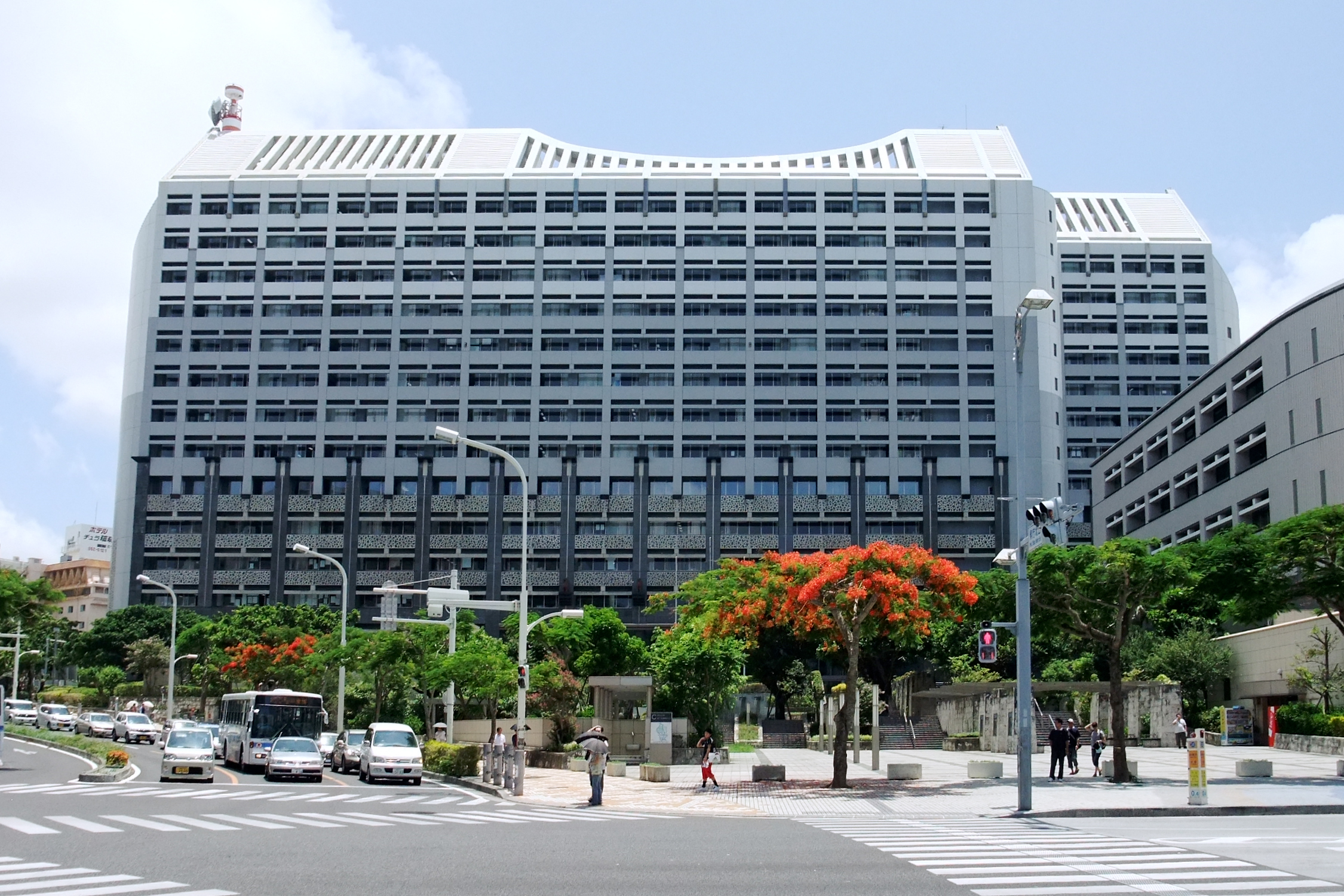
沖縄県庁舎（1990年）
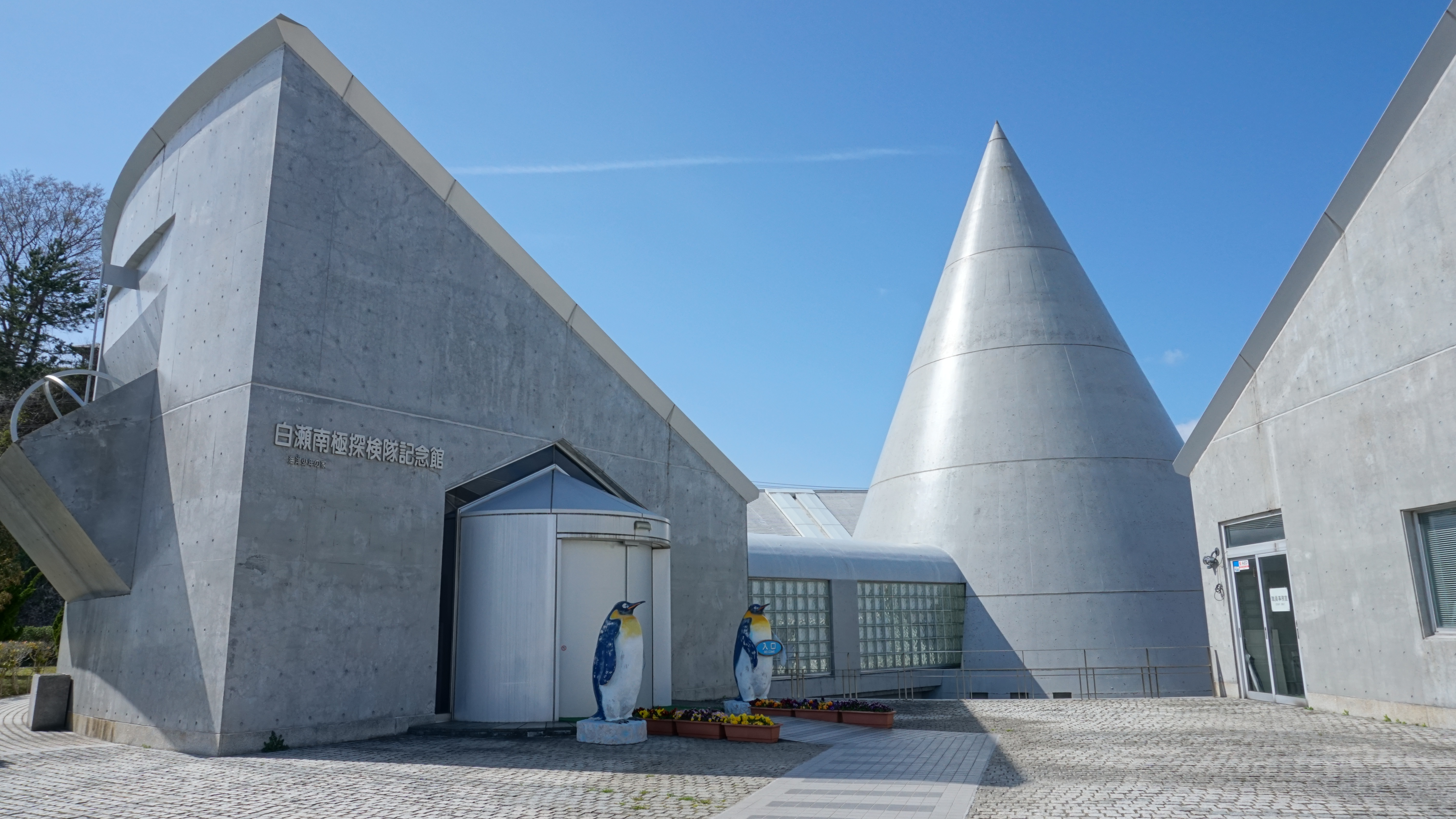
白瀬南極探検隊記念館（1990年）
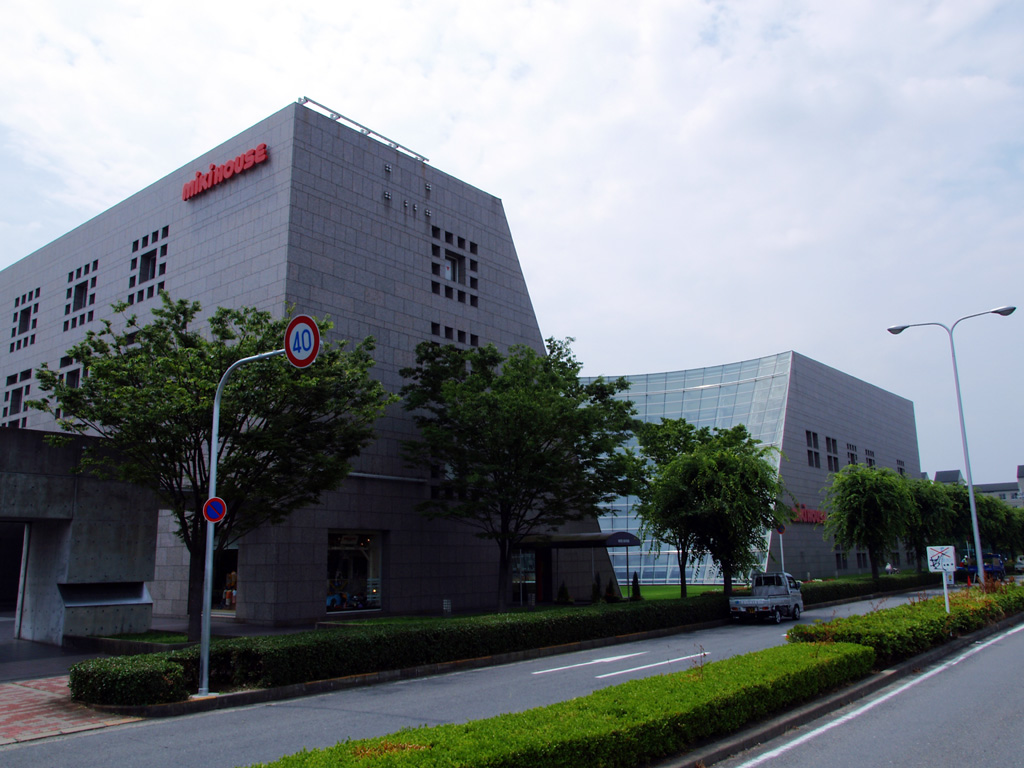
三起商行本社（1991年）
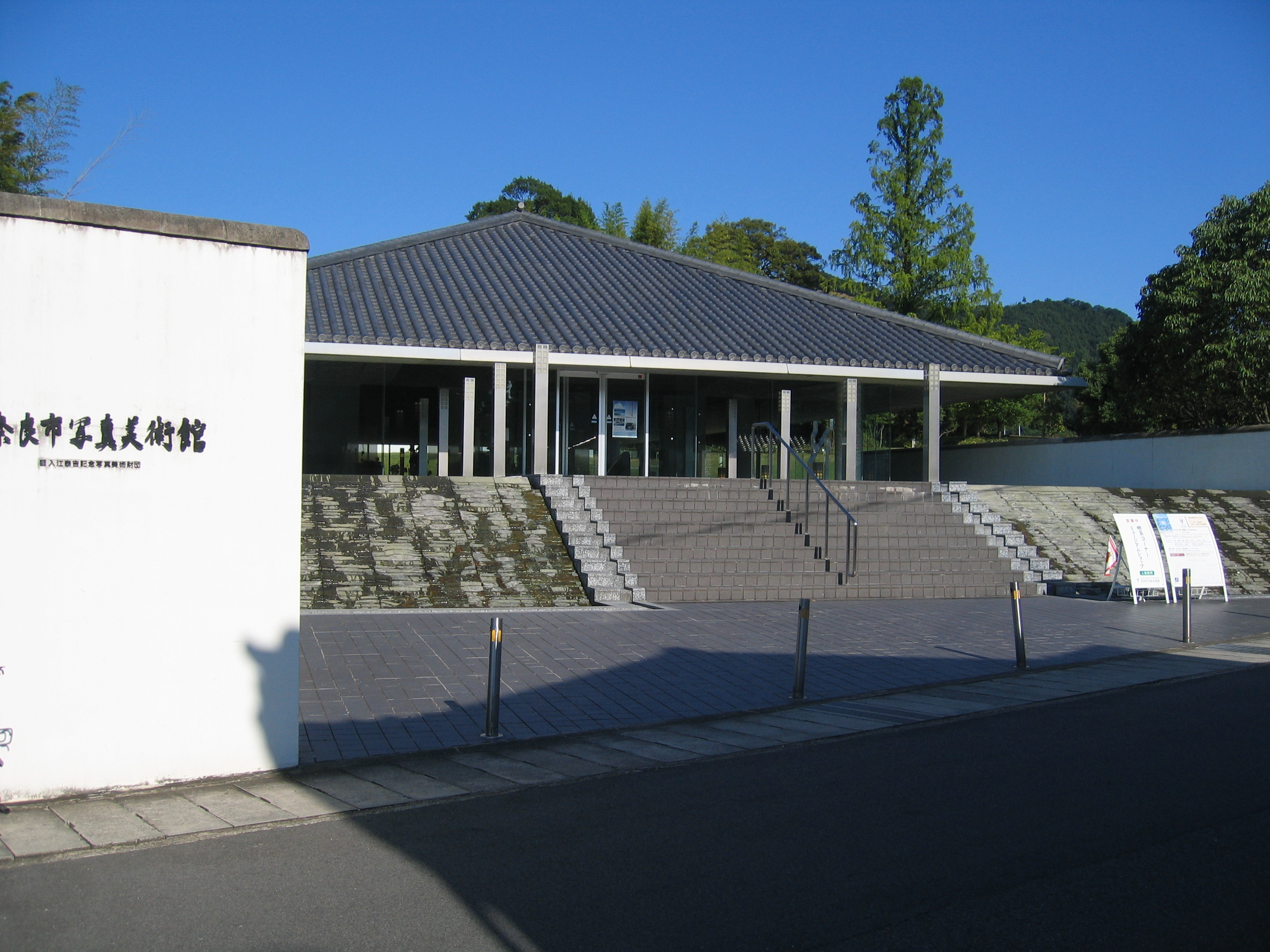
奈良市写真美術館（1991年）
和歌山県立近代美術館（1994年）
和歌山県立博物館（1994年）
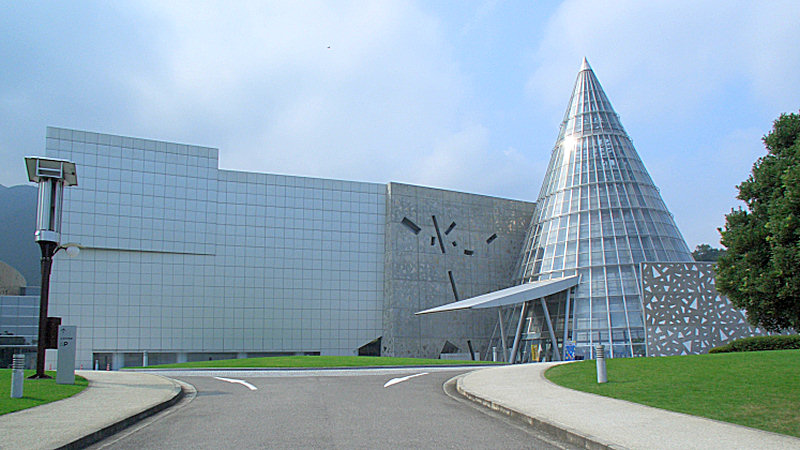
愛媛県総合科学博物館（1994年）
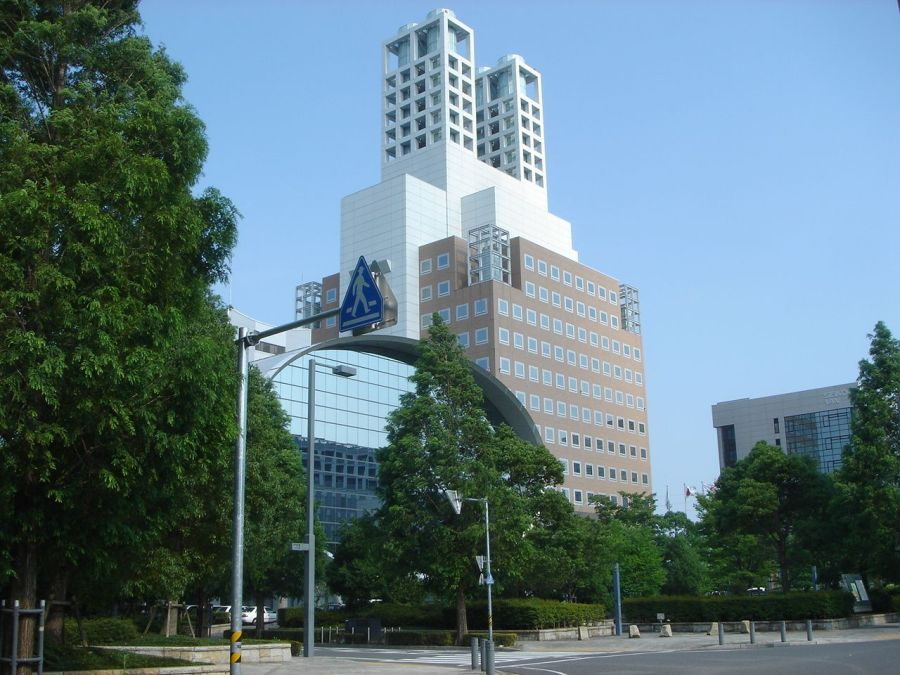
ソフトピアジャパンセンタービル（1996年）
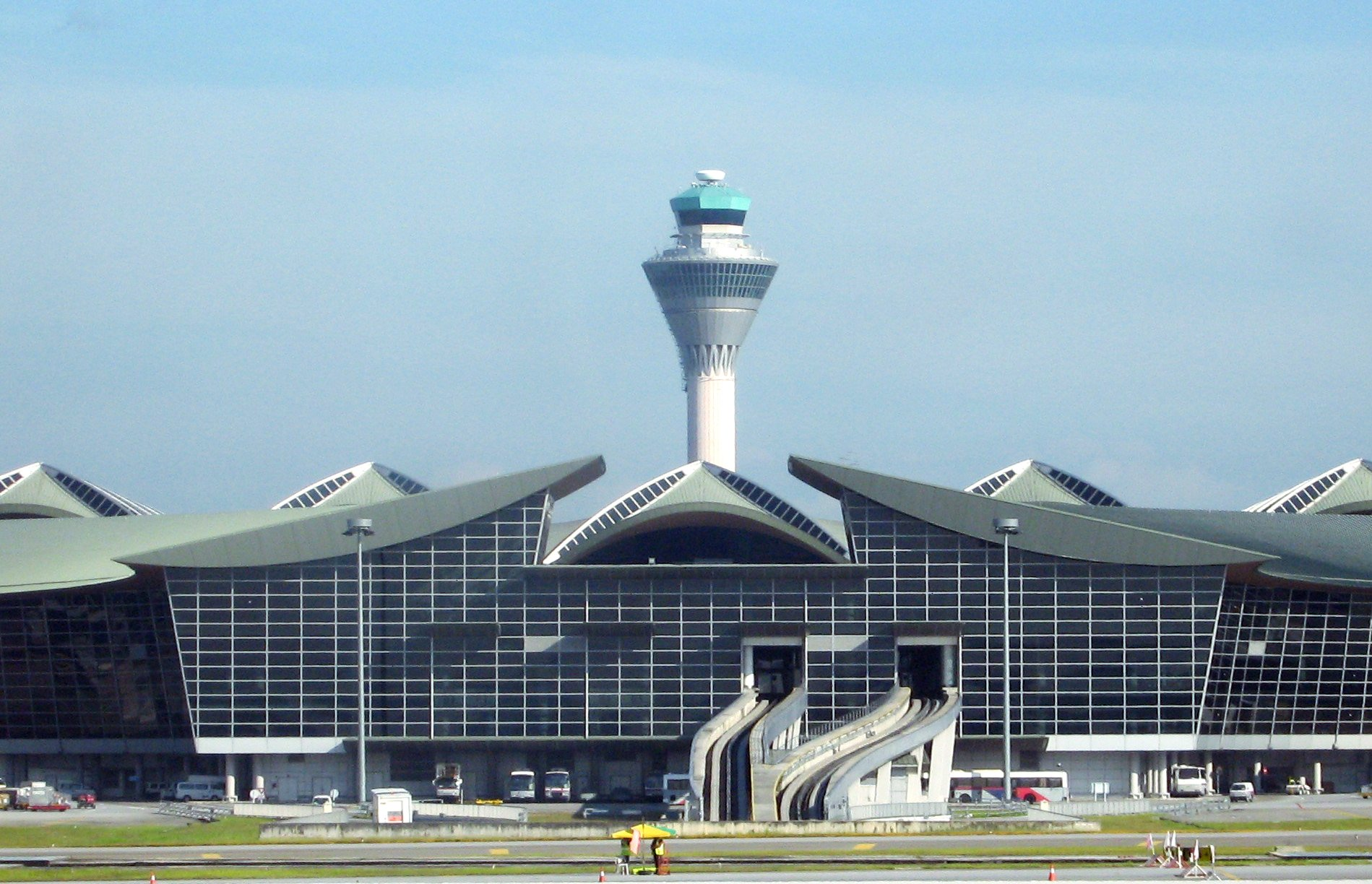
クアラルンプール国際空港（1998年）
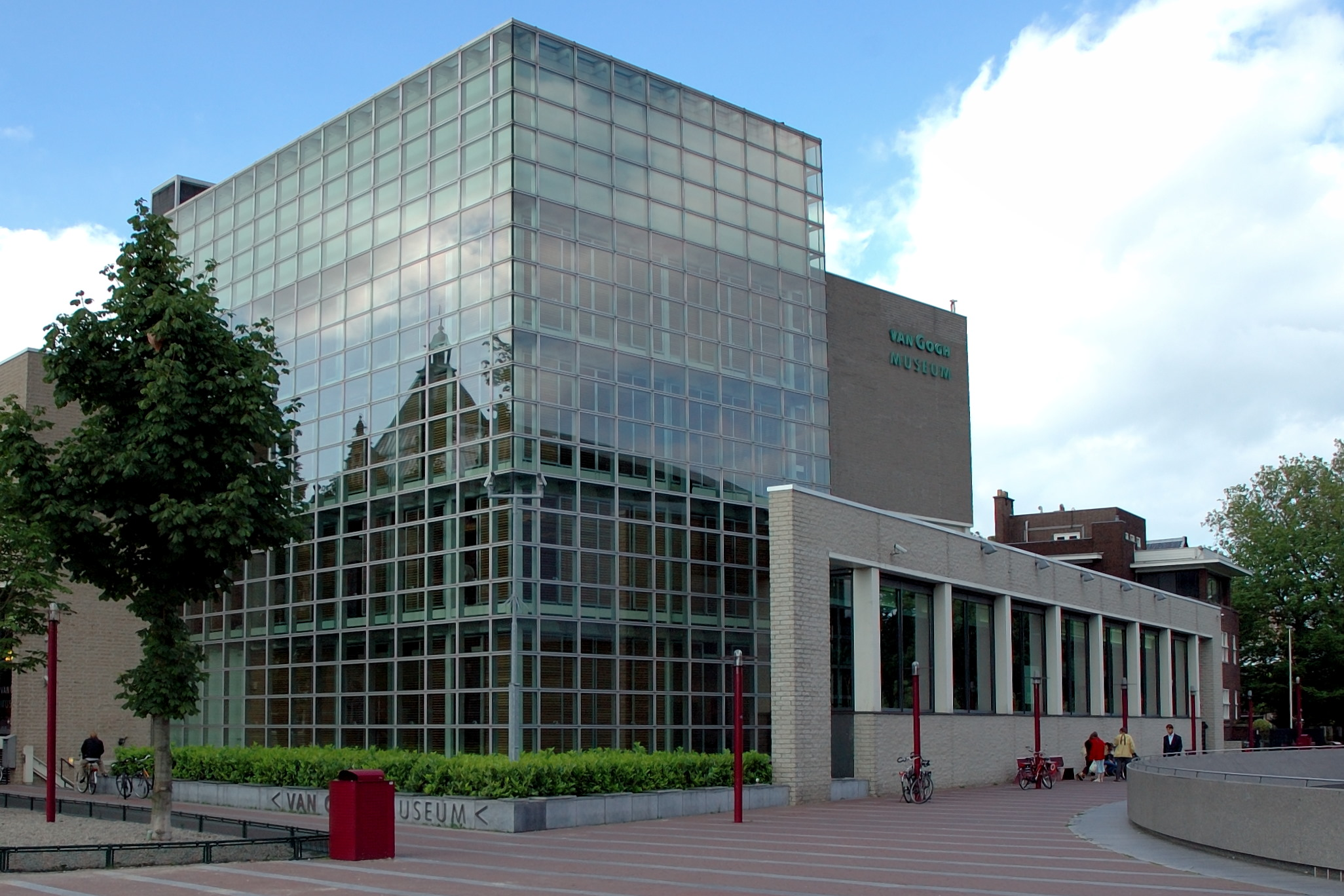
ゴッホ美術館（1999年）
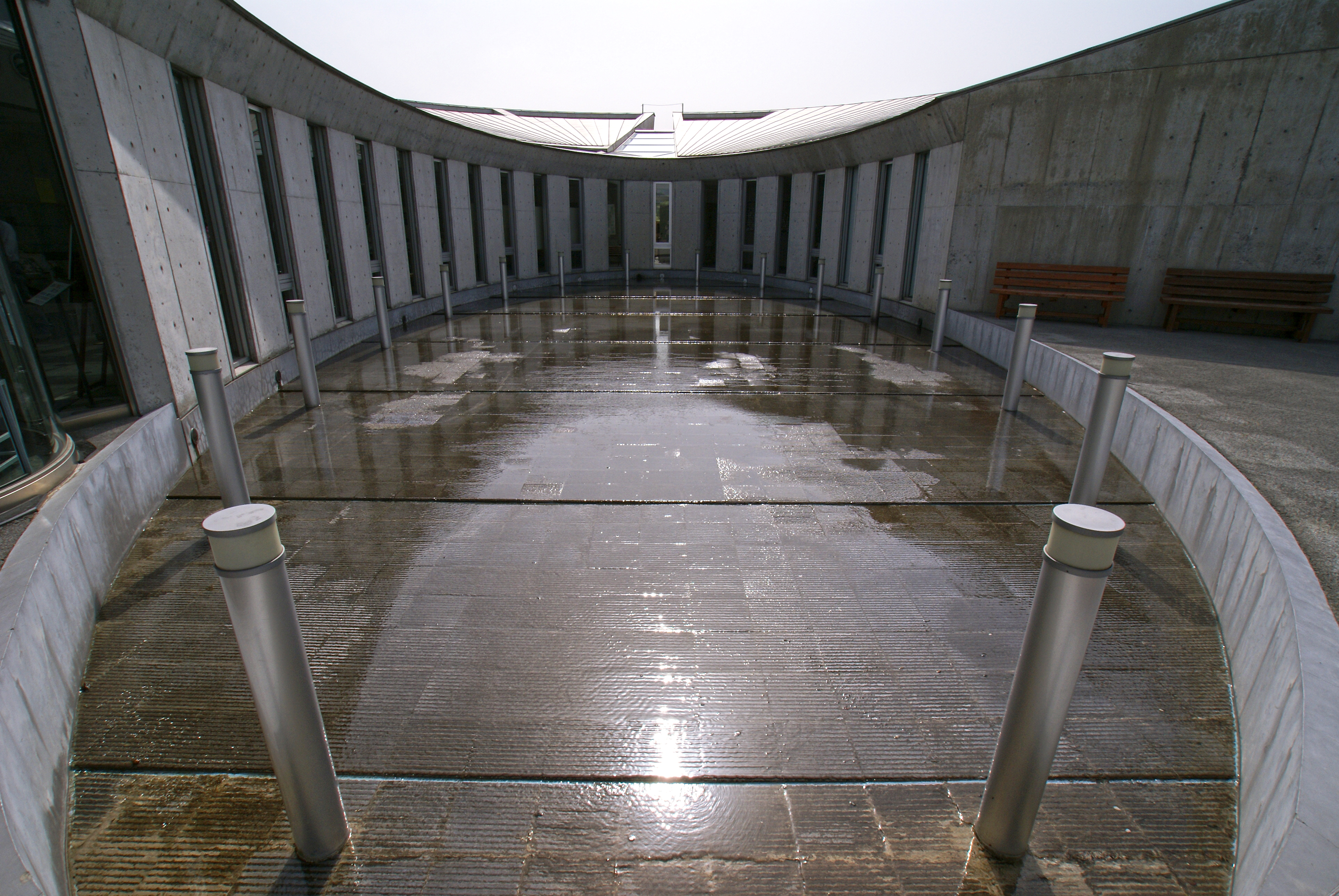
フラワーヒルミュージアム（1999年）
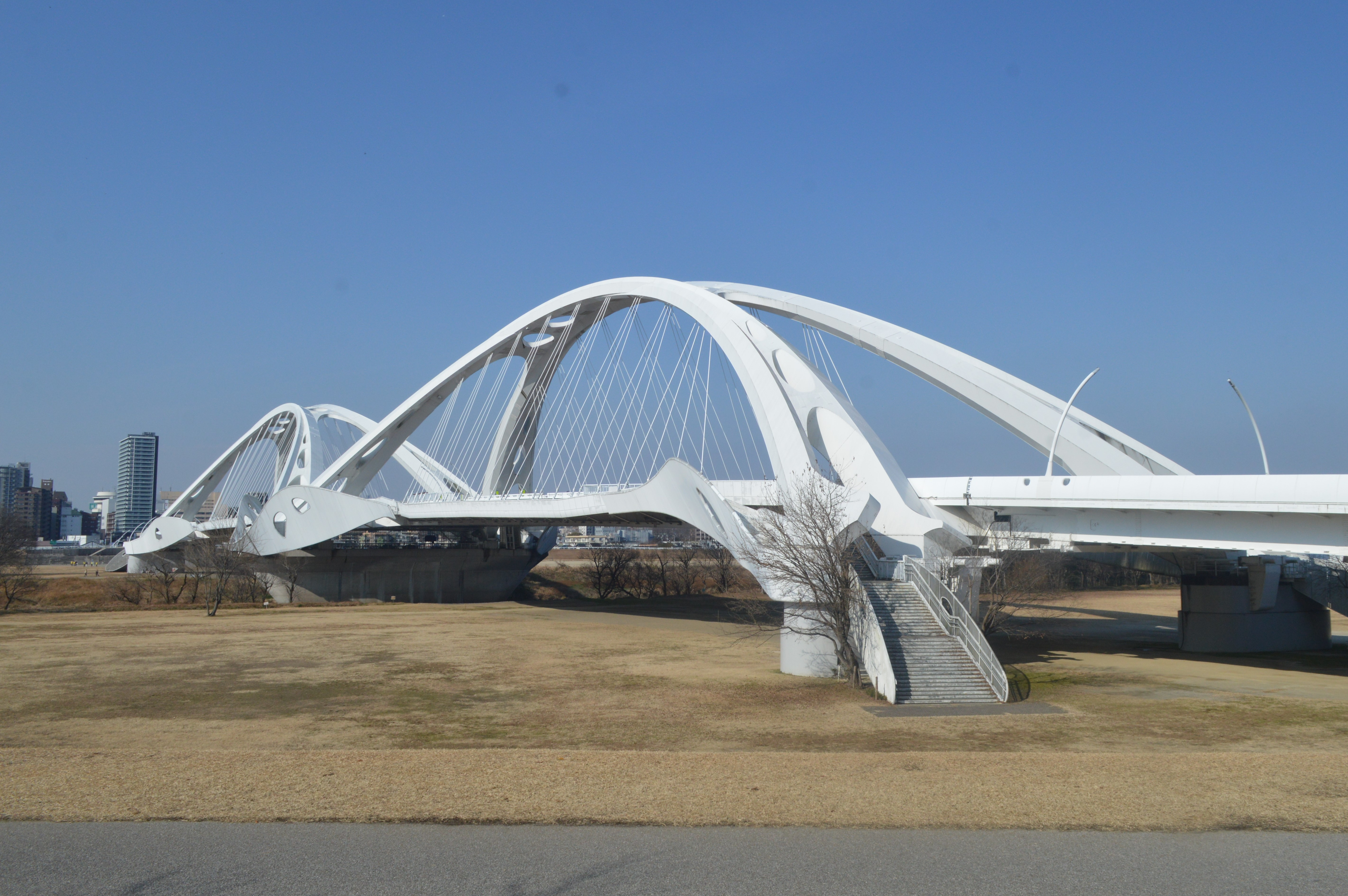
豊田大橋（1999年）
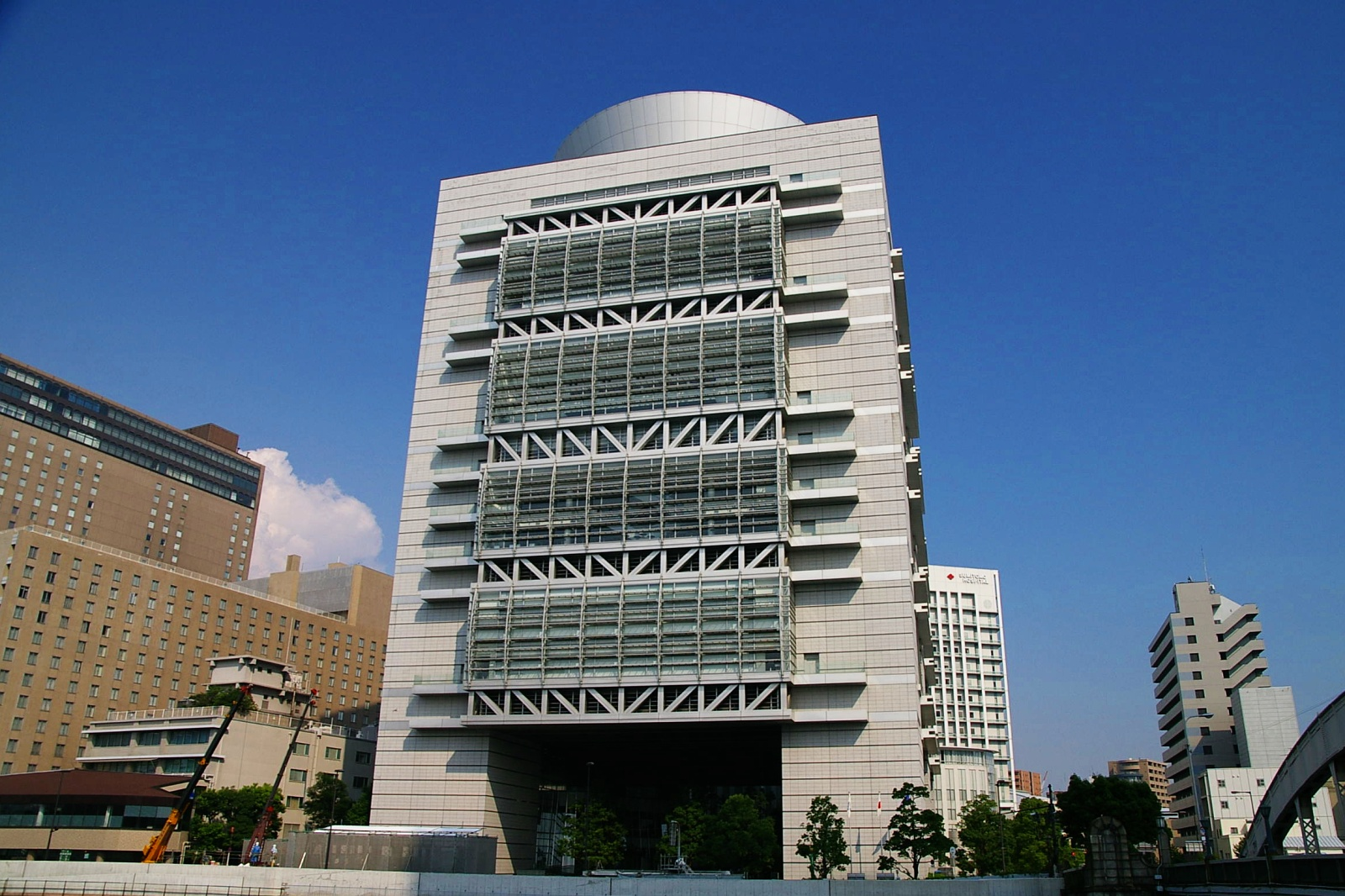
大阪府立国際会議場（2000年）
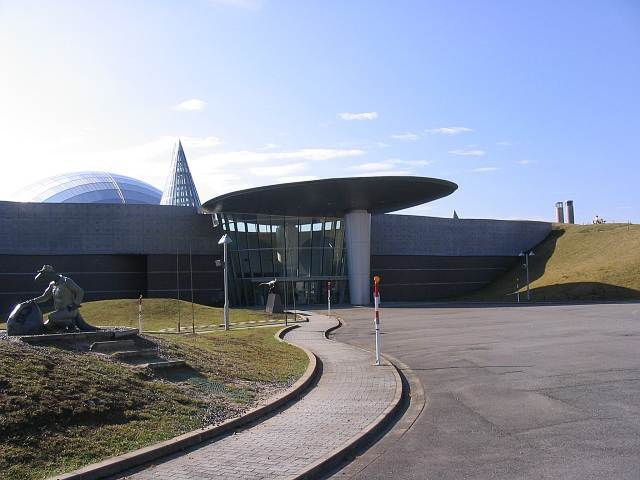
福井県立恐竜博物館（2000年）
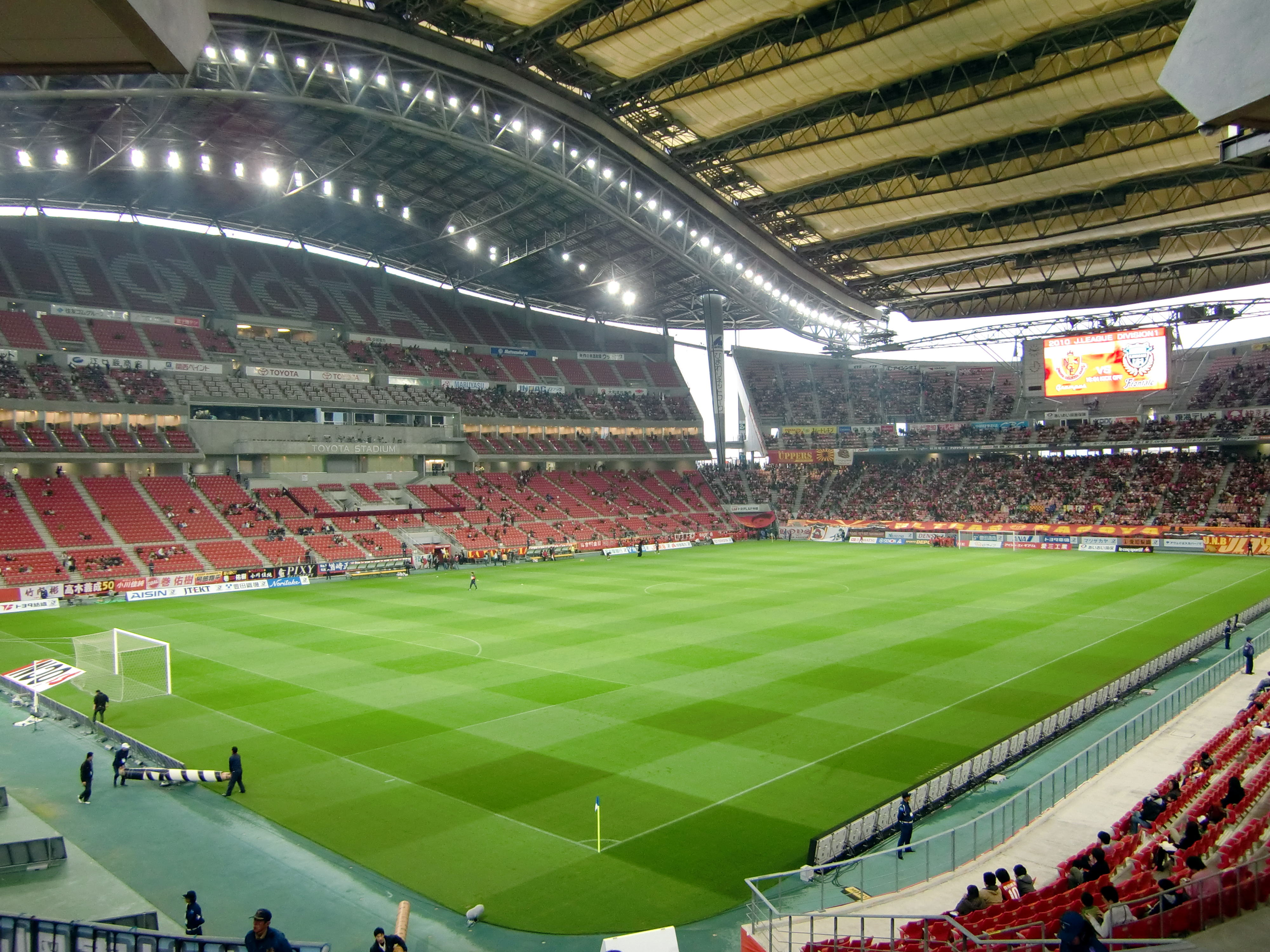
豊田スタジアム（2001年）
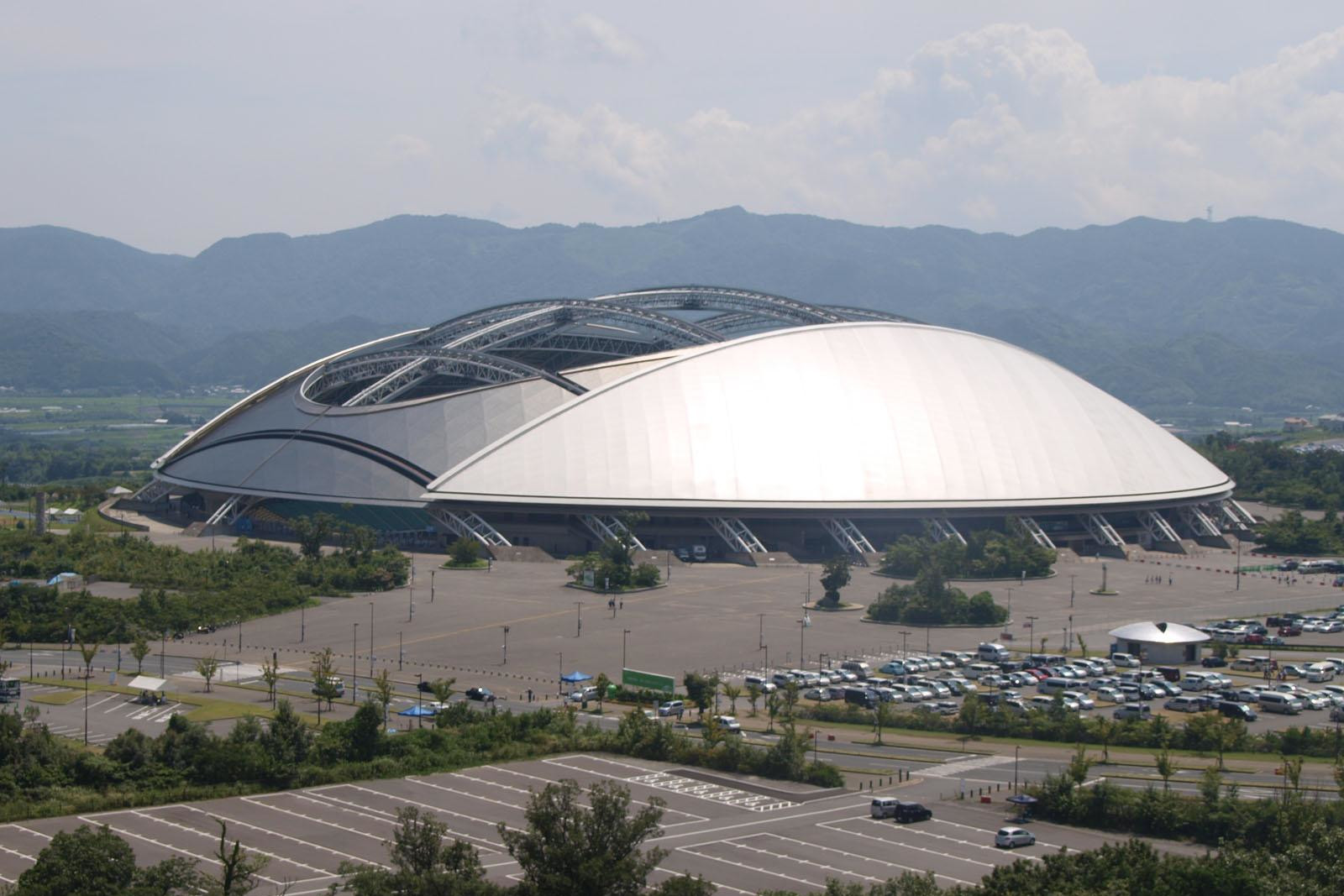
九州石油ドーム（2001年）
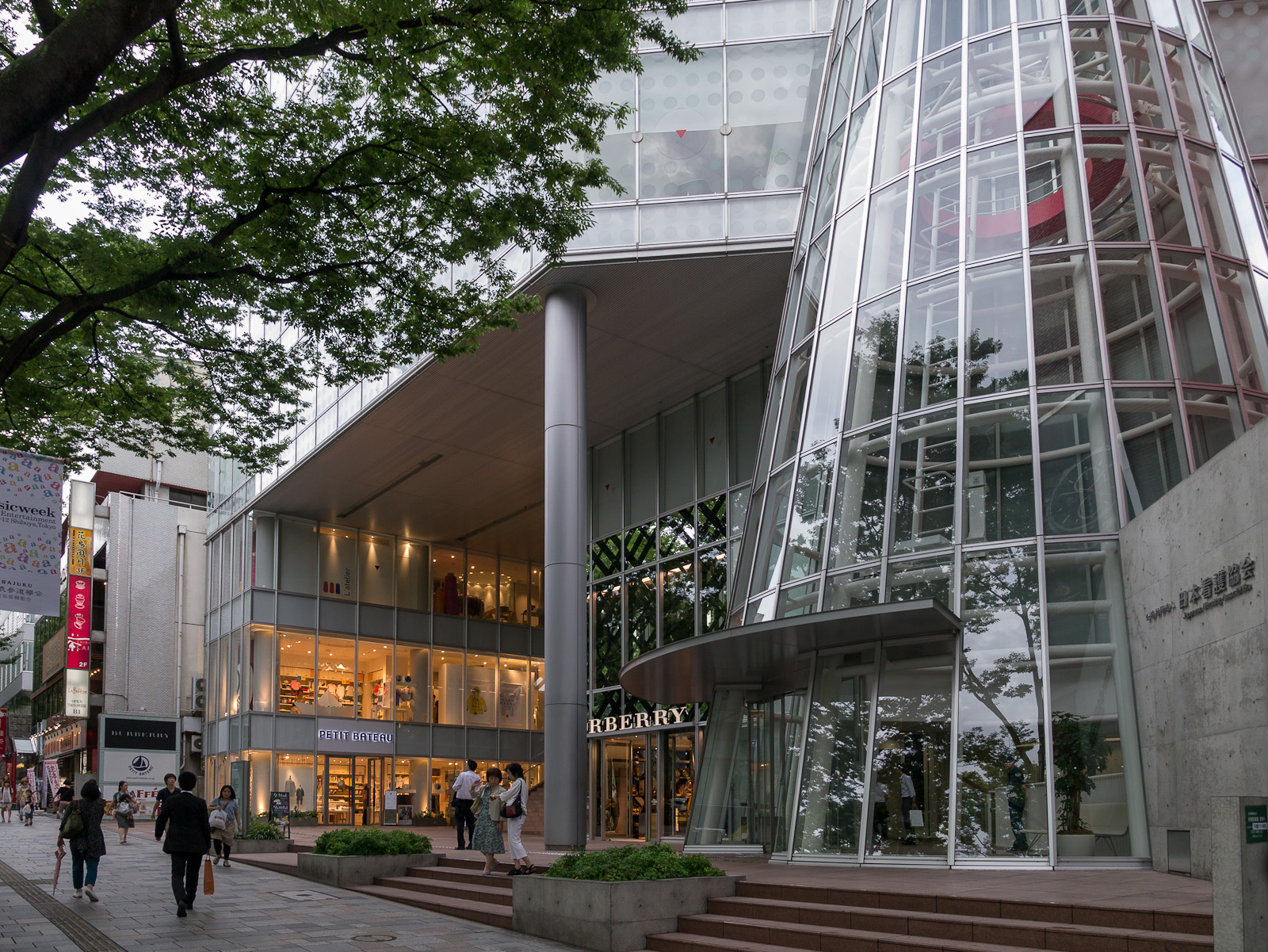
日本看護協会原宿会館（2004年）
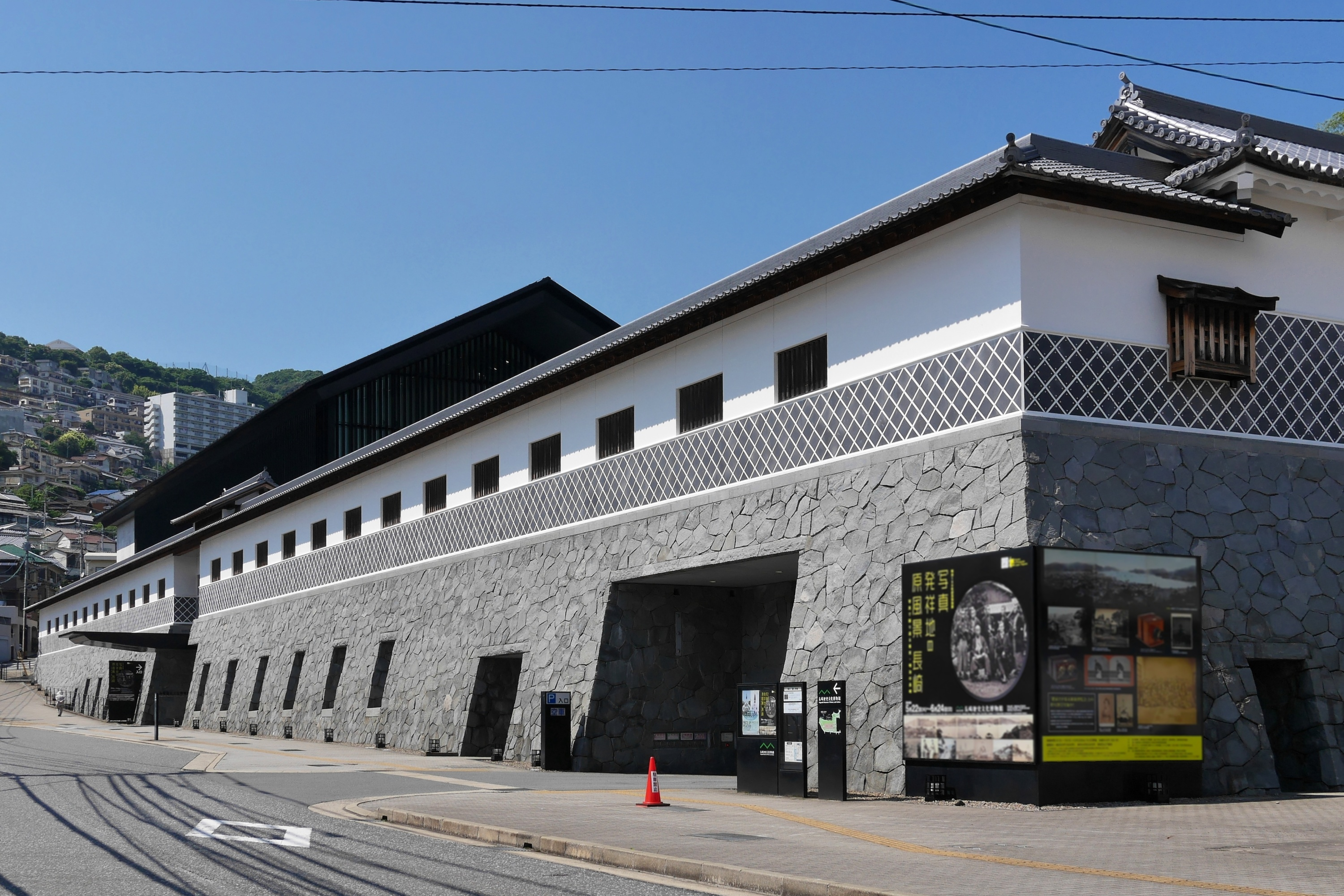
長崎歴史文化博物館（2005年）
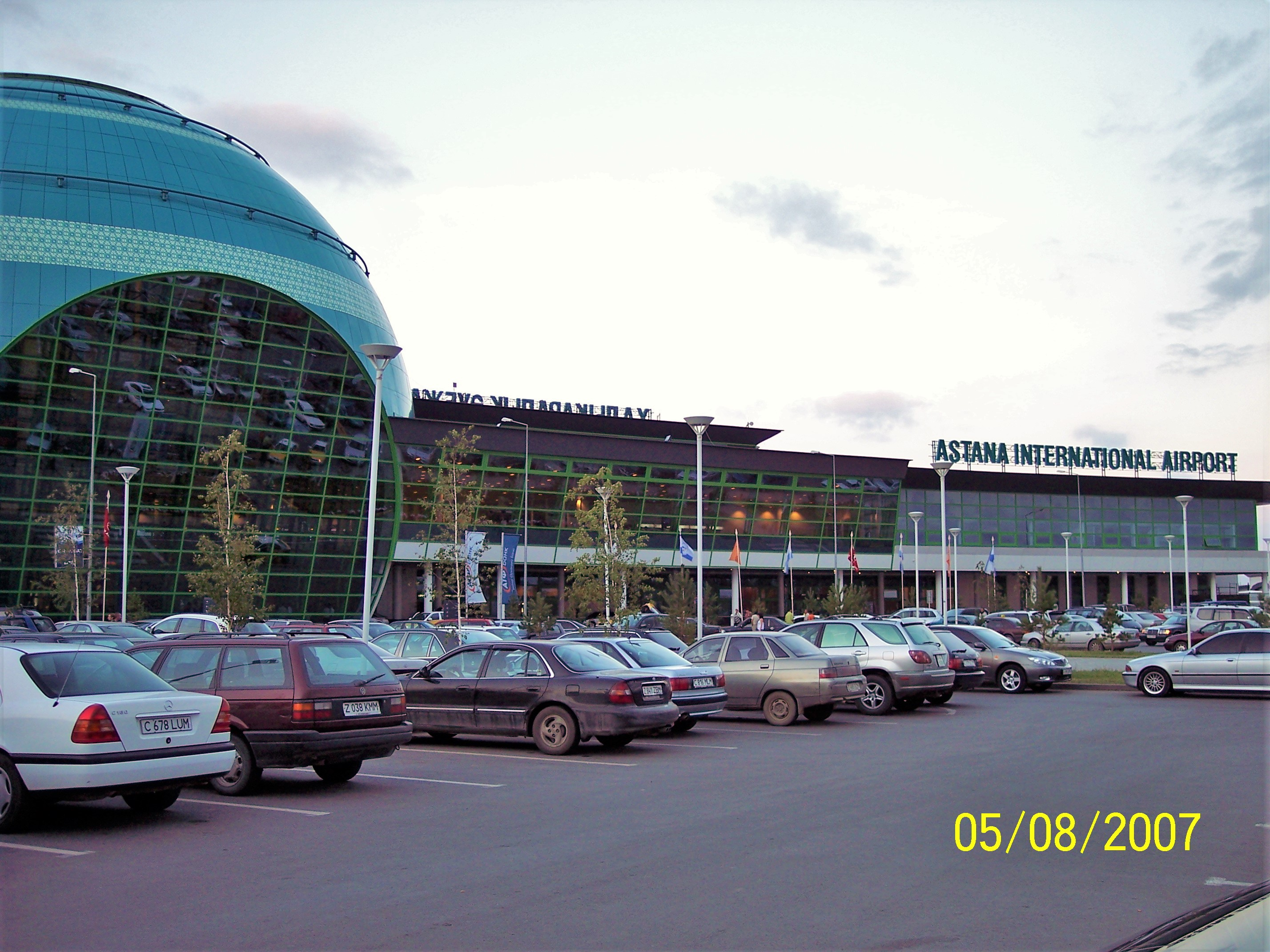
アスタナ国際空港（2005年）
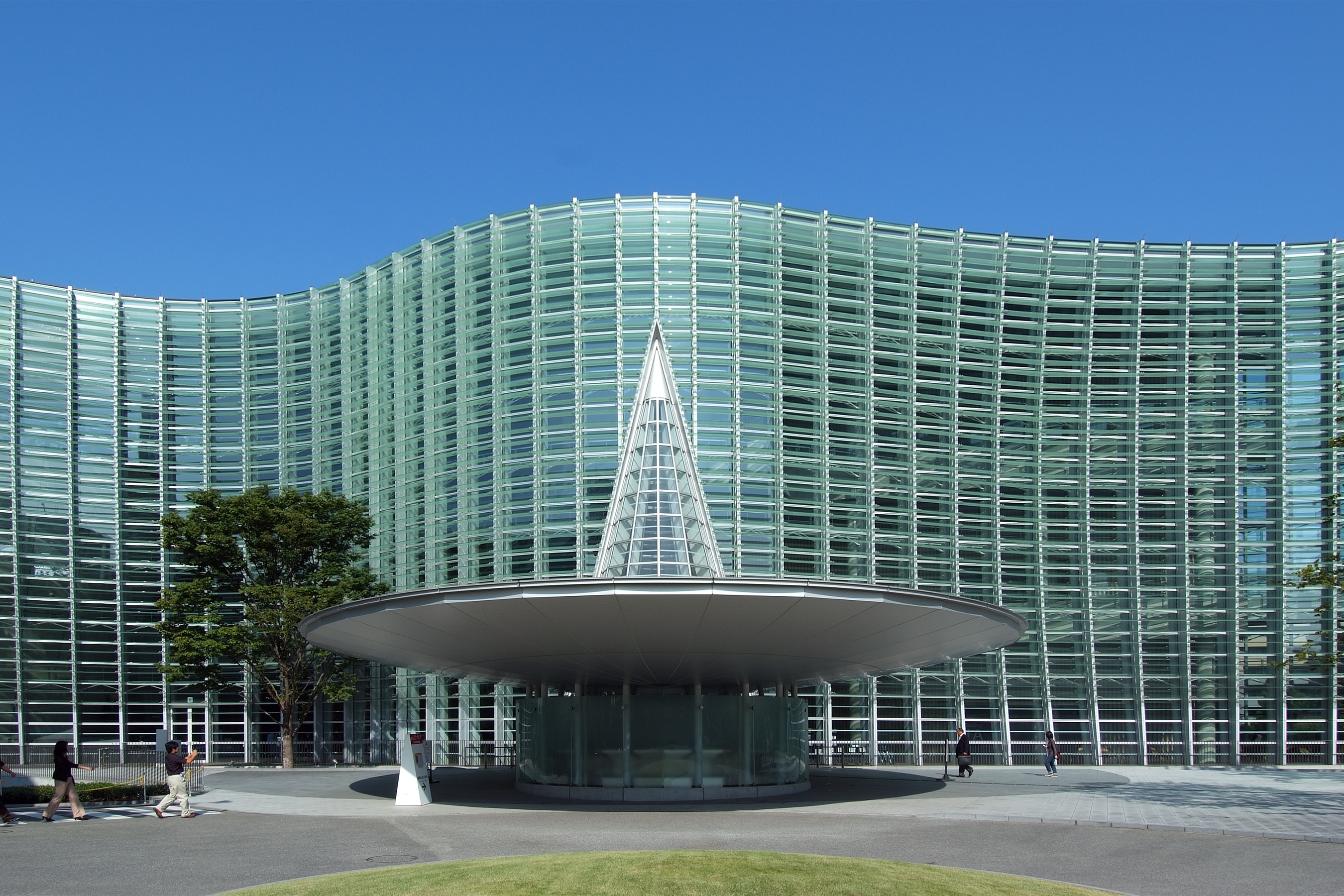
国立新美術館（2006年）
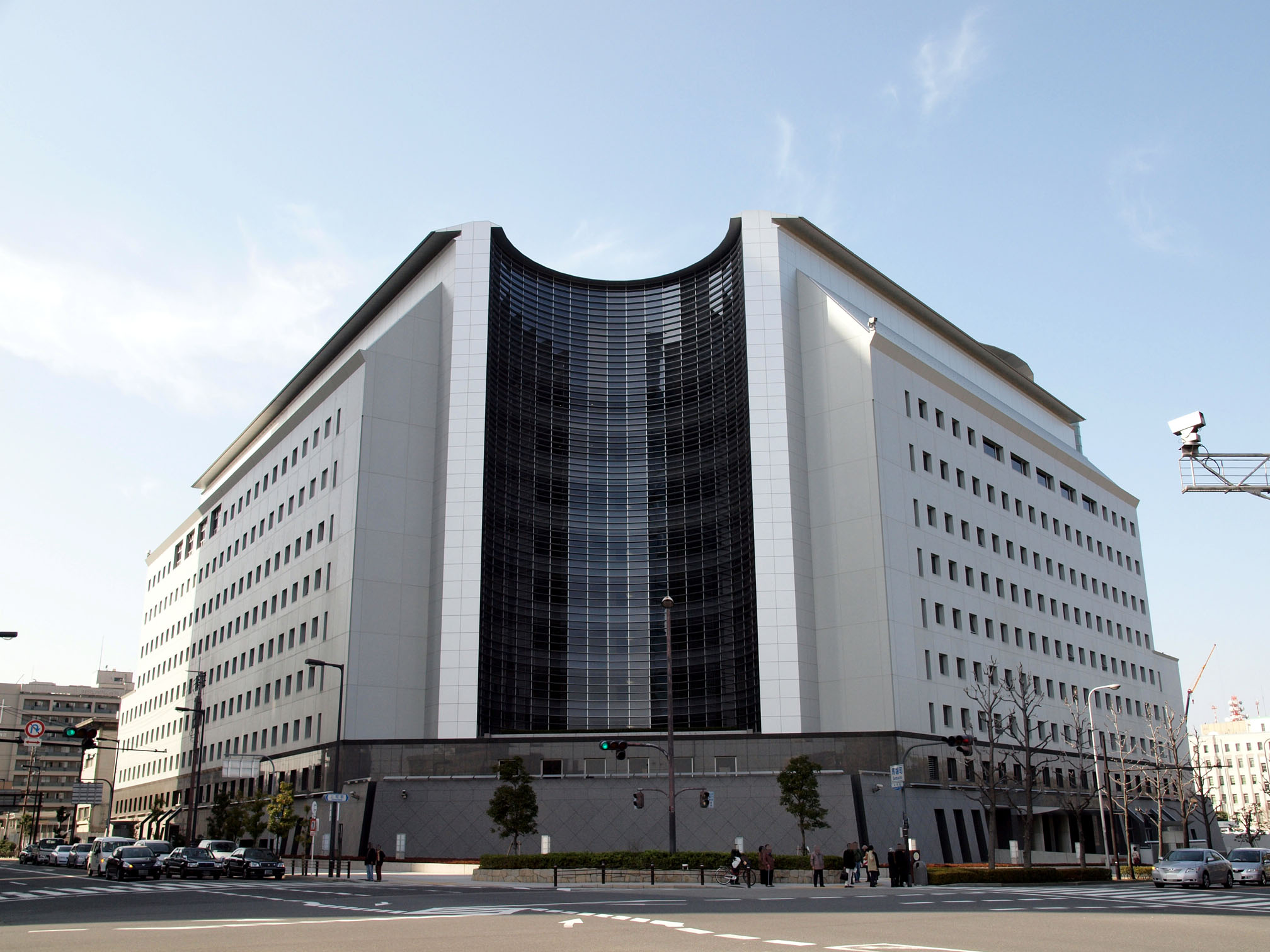
大阪府警察本部庁舎（2008年）
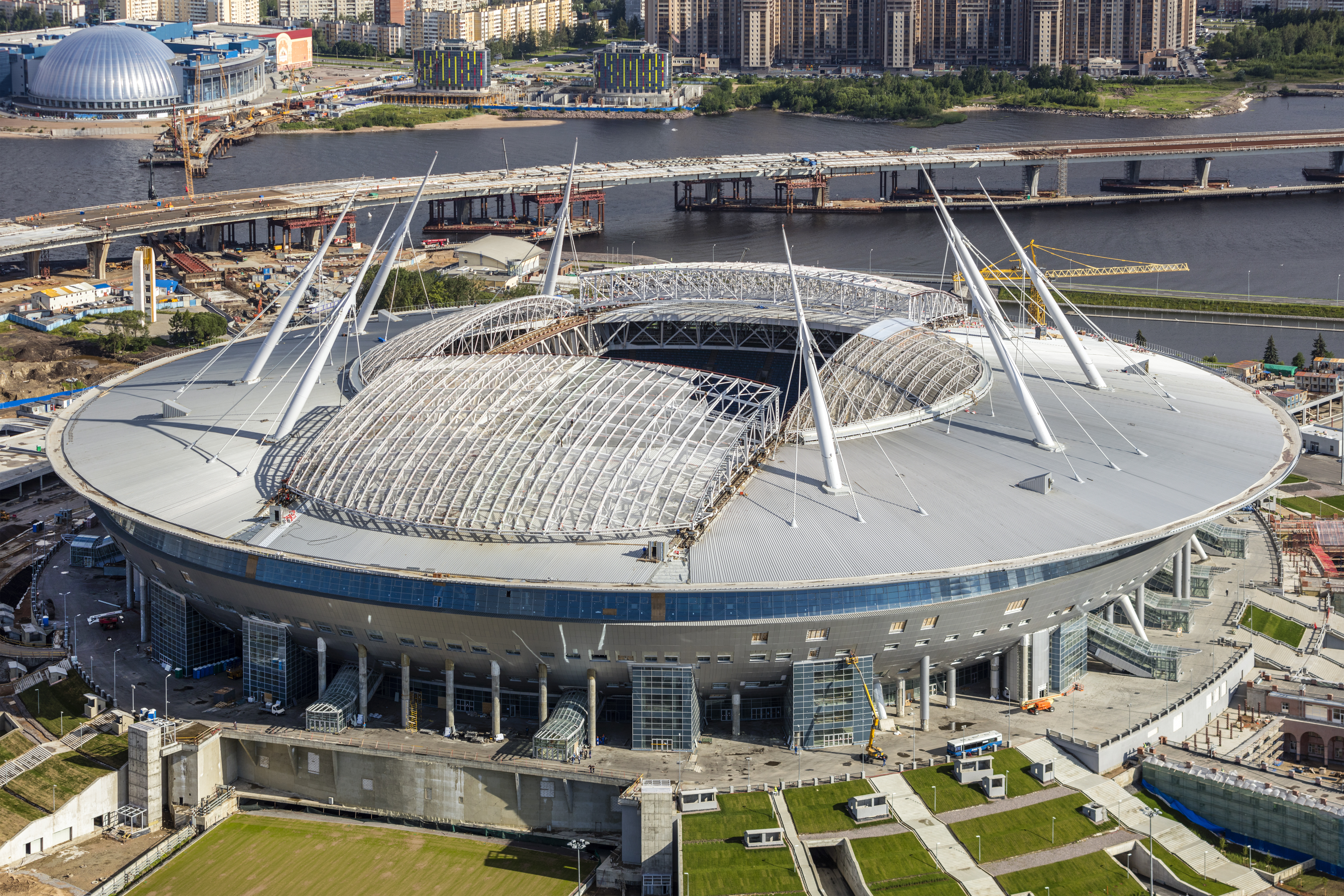
ガスプロム・アリーナ（2016年）

## 賞歴
- 1965年（昭和40年） - 高村光太郎賞（造型部門）
- 1978年（昭和53年） - 毎日芸術賞
- 1985年（昭和60年） - フィンランド獅子勲章コマンダー
- 1986年（昭和61年） - フランス建築アカデミーゴールドメダル
- 1988年（昭和63年） - リチャード・ノイトラ賞（米国）
- 1989年（平成元年） - 世界建築ビエンナーレ・グランプリ・ゴールドメダル、フランス芸術文化勲章シュヴァリエ
- 1990年（平成2年） - 日本建築学会賞作品賞（広島市現代美術館）
- 1992年（平成4年） - 日本芸術院賞（奈良市写真美術館）
- 1999年（平成11年） - 都民文化栄誉章
- 2002年（平成14年） - 国際都市賞（スペイン、メトロポリス協会）
- 2003年（平成15年） - フランス芸術文化勲章オフィシエ、第1回世界都市賞
- 2006年（平成18年） - 文化功労者[11]
- 2007年（平成19年） - 正四位旭日重光章（逝去後の叙位・叙勲）

## 名誉会員
海外の学会における顕彰を受けており、
- アメリカ建築家協会名誉会員
- 英国王立建築家協会名誉会員
- ブルガリア建築家協会名誉会員
- カザフスタン建築家協会名誉会員

である。

## 都市計画への取り組み
他の丹下研究室出身の建築家と同様、“都市”について意識的な建築家である。東京計画1960は磯崎新とともに主担当したが、それまでは丹下研究室での設計実務も磯崎とともに極力拒否していた。
ポンピドゥ・センターのコンペでドミノ1971を提案し、大阪府立国際会議場のコンペでスーパードミノ2000を提案した。
以下に手がけた具体的事案を「主な都市計画」、構想を「主な都市構想」、で示す。

### 主な都市計画
- 1959年（昭和34年） - 戸山ハイツ計画案
- 1962年（昭和37年） - 磯子団地計画
- 1964年（昭和39年） - 堺・泉北臨海工業地帯緑地計画
- 1964年（昭和39年） - 札幌大通公園改造計画
- 1965年（昭和40年） - 丸亀市法定都市計画案策定[16]
- 1966年（昭和41年） - 愛知県菱野ニュータウン基本計画
- 1967年（昭和42年） - 藤沢市西部開発湘南ライフタウン
- 1968年（昭和43年） - 佐倉市都市計画策定
- 1968年（昭和43年） - 北湘南開発基本計画
- 1969年（昭和44年） - 根岸駅前再開発計画
- 1969年（昭和44年） - 鴻巣ニュータウン基本設計
- 1970年（昭和45年） - 小田急奥蓼科あけぼの計画インスタントビレッジ
- 1970年（昭和45年） - 川崎駅前再開発計画
- 1971年（昭和46年） - 清川村総合計画
- 1971年（昭和46年） - 鳥取駅前再開発
- 1971年（昭和46年） - 国鉄飯田町操車場再開発基本構想
- 1973年（昭和48年） - 稲山総合開発計画
- 1974年（昭和49年） - 南青山一丁目再開発計画、
- 1979年（昭和54年） - イタリアヴァスト市とサンサルヴォ市都市計画のほか、リビア・アー・サリール・ニュータウン（1979年 - 1984年）
- カザフスタン新首都アスタナ計画
- シンガポール実験特区フュージョンポリス
- マレーシア・バイオバレー都市計画
- タンザニア新首都計画
- 中華人民共和国・杭州市都市計画設計競技
- 中国・鄭州市のマスタープラン（河南省新都市）
- 中国・焦作市新都市都市計画
- 中国・上海嘉定新都市都市計画
- 中国・昆明市新空港都市都市計画

### 主な都市構想
- 1959年（昭和34年） - 新東京計画案：50年後の東京
- 1960年（昭和35年） - 垂直壁都市 丸の内再開発計画
- 1960年（昭和35年） - 農村都市計画
- 1961年（昭和36年） - 東京計画1960サイクルトランスポーテーションシステム
- 1961年（昭和36年） - 霞ヶ浦計画
- 1961年（昭和36年） - 丸の内業務地域再開発計画
- 1961年（昭和36年） - 東京計画1961＜ヘリックス計画＞
- 1962年（昭和37年） - 箱型量産アパート計画
- 1962年（昭和37年） - 西陣地区再開発計画
- 1965年（昭和40年） - メタモルフォーゼ計画1965
- 1966年（昭和41年） - 山形HD計画
- 1969年（昭和44年） - 海洋工業基地メタボナート'69
- 1976年（昭和51年） - 吉備高原都市計画
- 1987年（昭和62年） - 東京計画2025[17]（グループ2025）
- 1989年（平成元年） - ニーム副都心計画コリゼ

## 政治活動

### 概要
かねてから日本会議で代表委員を務めるなど、保守派の論客として知られていた。2007年（平成19年）に共生新党を発足して党首に就任し、4月の東京都知事選挙、7月の第21回参議院議員通常選挙に出馬したが落選した。建築で世界的に著名な人物の初出馬は、派手なパフォーマンスが世間の注目を集めた。
建築家磯崎新は黒川の死後、彼の立候補によるアイデア表明はメディア型建築家として当然のことと見なし「（都知事選の）マニフェストは群を抜いていた」「そのアイデアは誰かが実現させることだろう」と述べた。

### 東京都知事選

#### 経緯
2007年（平成19年）2月21日、「石原氏とは親しいが、議会無視、側近政治、無意味な五輪招致など目に余る」と2007年東京都知事選挙に出馬を表明。本人は石原を応援していた8年前から出馬を考えていたと発言した。3月16日には共生新党を立ち上げた。
主要4候補の一人としてテレビ討論に出演するなどメディアに取り上げられるも落選（票数：159,126、得票率：2.9%）。
選挙翌日のフジテレビのインタビューでは、浅野史郎が敗因や感想を述べ総括をしていたのとは対照的に、都政の具体的な話題に熱弁をふるい、次の都知事選に触れた。
選挙の2日後に、共生新党として参院選に出馬する意志があることを明らかにした。

#### マニフェスト
以下は2007年（平成19年）3月5日に都庁で発表したマニフェストである。
- 任期中の給与は1円。
- 東京都庁舎や、江戸東京博物館、東京国際フォーラムの民間売却。
- オリンピック招致中止。
- 学校現場での日の丸・君が代の強制を改める。
- 築地市場の豊洲新市場移転は反対。
- 東京23区の市昇格を行い、行財政権力を強化する。
- 首都機能の一部を移転し、霞が関に緑地を増やす。

都知事選立候補時の記者会見では、日本会議で代表委員も務めた保守派言論人というイメージにもかかわらず、「僕は社会主義に対する幻影がいまだにある。具体的に支援しているのは中国。ロシアは本気で亡命しようとしたこともあった」と発言して話題となった。

#### パフォーマンス
自らがデザインした円形のガラス張り選挙カーを使用、クルーザーから手を振る、ヘリコプターで都知事選候補者では初めて離島へ向かうなどの選挙活動を黒川自らが「陸海空作戦」と称した。当初は飛行船から桜吹雪を撒き散らすというアイデアもあったが、選挙管理委員会の許可が下りなかった。
他の主要候補者が演説している場所に突然現れ、対話しようとする選挙活動を一部のメディアが「奇襲作戦」と称した。選挙戦の最終日は新宿西口で演説中の石原慎太郎候補の近くに来て、「石原裕次郎の名前を出さないと当選できない石原慎太郎さんには、この歌を送ります」といい、妻と共に石原裕次郎の「銀座の恋の物語」を歌った。しかし、その後は夫婦で石原の演説に聞き入り、最後に拍手を送っていた。

### 参議院選挙

#### 結果
- 黒川 - 得票70275、投票率1.16%
- 共生新党 - 得票総数146,986.951、得票率0.25%

#### 主張
- 命を守る安全な日本をつくります。
- 老後も安心して生活できる年金、医療、福祉を最重点政策とします。
- 格差の是正
- 教育
- 経済と文化の共生

## 人物

### 統一教会との関係
- 統一教会の関連団体「世界平和教授アカデミー」は、1976年3月から1979年3月までの3か年をかけ、日本の保守派の学者を動員し、日本の国家目標についての研究、「ナショナル・ゴール（国家目標）研究」（NG研究）というプロジェクトを推進した[20][21][22]。これらは、基本的には反共主義に則った安全保障・国防拡張政策の実現計画・提言だったといってよい。一方で、宗教・思想と科学の統合という非科学的な研究や、民主主義の再検討という物研究もおこなわれた。教育制度改革を通じて、国民に反共思想・国防思想・反自由主義を定着化させようとした点も主要な議論の一つだった。黒川紀章、糸川英夫、川喜田二郎、小松左京といった著名人も、このプロジェクトの委員として関わっていた[20][21][22]。

### その他
黒川家は蟹江町の名家であり、弟の黒川雅之、黒川喜洋彦（株式会社黒川建築事務所代表取締役）を加え父子4人とも東海高等学校OBの建築家である。父は社団法人日本建築家協会東海支部長であった黒川巳喜。
黒川がファンであった若尾文子と、中部日本放送のトーク番組『すばらしき仲間』1976年（昭和51年）に共演して若尾の美しさをバロック芸術の「肯定と否定の矛盾」に例えた。番組をきっかけに交際を始め、黒川と前妻の離婚が成立した1983年（昭和58年）に若尾と結婚した。若尾も再婚で両者共に50歳を超えた再婚であった。
本名は紀章（のりあき）。1960年代に出版された『プレハブ住宅』では、紀章（のりあき）と書かれている。
日本文化デザイン会議では黒ずくめの服装で日本刀を持ち込み、「僕はいつも、明け方3時にこれ（日本刀）を抜いて、自宅近辺を走ってますよ。刀を抜いて着物で走るという“実戦”の訓練を昔からやっているんです」と週刊文春 2007年3月8日号で語っている。
「黒の服しか着ない」と述べている。初めて買ったポルシェの色も黒で、設計事務所のワークステーションも黒で統一している。その他、IBMのロゴに対して、3色を使っていることや斜めを向いていることに対して、「いわれにこだわりすぎ」と述べるほどである。
講談社が1969年4月に「キミたち若者が選んだ現代のヒーロー」に、幾人かとともに選出した。サンデー毎日1970年12月「街で聞いたカッコいい男」で12位、週刊読売1971年2月人気投票で3位、1990年日刊建設通信のアンケート「好きな建築家」で1位となった。週刊ポスト1970年2月27日号が「女子大生がシビレる建築界の鉄腕アトム　黒川紀章」と報じ、1989年10月文藝春秋「エリート100人が選んだ日本の最強内閣」では建設大臣とした。
自身設計の東京赤坂のマンションに居住し、若尾文子も同じマンションの異なる階の別部屋に居住した。ほかに東京全日空ホテルのスイートルームに常泊していた。海外ではサンディエゴ、シンガポール、ロンドン、サンクトペテルブルクに住まいがある。
亡くなる2日前、後妻の「あまり良い奥さんじゃなかったわね」という言葉に対して「そんなこと、そんなこと……本当に好きだったんだから」と答えたのが後妻と2人で交わした最後の言葉とされる。
ヤフーの週計検索キーワードランキング（集計期間10月8日 - 10月14日）の急上昇時事ワードランキングで「黒川紀章 死去」が一位になった。
没後の2014年12月15日、個人事務所（プライベートカンパニー）である黒川紀章建築都市設計事務所が同日に民事再生法の適用を申請したと、長男である会社代表の黒川未来夫が発表した。以後は大手建築コンサルタント業の日本工営に経営支援を仰ぐ予定。

## 主な著作
- 「プレファブ住宅」（1960年、彰国社）
- 「都市デザイン」（1965年・1994年、紀伊國屋書店） ISBN 978-4314006583
- 「行動建築論　メタボリズムの美学」（1967年、彰国社）
- 「ホモ・モーベンス」　(1969年、中央公論社)
- 「メタボリズムの発想」（1972年、白馬出版）
- 「都市の思想」（1977年、白馬出版）
- 「グレーの文化」（1977年、創世紀）
- 「共生の思想」（1987年、徳間書店）
- 「TOKYO大改造」（共著：グループ2025、1988年、徳間書店）ISBN 978-4191435858
- 「新遊牧騎馬民族ノマドの時代 情報化社会のライフスタイル」（1989年、徳間書店）ISBN 978-4191439627
- 「建築論2」（1990年、鹿島出版会）
- 「共生の思想　増補改訂」（1991年、徳間書店）ISBN 978-4195546406
- 「花数寄」（1991年、彰国社）ISBN 978-4395003273
- 「黒川紀章2 1978 - 1989」（1991年、鹿島出版会）
- 「黒川紀章作品集」（1992年、美術出版社）ISBN 978-4568600292
- 「建築の詩」（1993年、毎日新聞社）
- 「黒川紀章ノート」（1994年、同文書院）ISBN 978-4810340556
- 「黒川紀章 - 都市デザインの思想と手法」（1996年、彰国社）ISBN 978-4395110841
- 「新・共生の思想」（1996年、徳間書店）ISBN 978-4198604400
- 「Each One A Hero」（1997年、講談社インターナショナル）
- 「日本まさに荒れなんとす」（共著：C.W.ニコル、2001年、致知出版社）
- 「都市革命―公有から共有へ」（2006年、中央公論新社）ISBN 978-4120037030
- 「黒川紀章著作集（全18巻）」（2006年、勉誠出版）ISBN 978-4585012306

## 論文
- 国立情報学研究所収録論文 - 国立情報学研究所

## TVCM
- 杉山 BELPIA（1986年 - ） - アパート設計管理のCM。

## 家族
後妻は女優の若尾文子。弟は建築家の黒川雅之と黒川喜洋彦。前妻との間に1男1女。